# La Postolle
La Postolle est une commune française située dans le département de l'Yonne en région Bourgogne-Franche-Comté.
Ses habitants sont appelés les Postolliers.

## Géographie
Doucement vallonné entre 130 et 200 m d'altitude environ, le finage de la commune se répartit à parts sensiblement égales entre agriculture et forêt. Le village (135 m d'altitude vers l'église) est traversé d'est en ouest par la route départementale 28 (de Villeneuve-l'Archevêque à Pont-sur-Yonne). Le GR 2 (Le Havre-Dijon par Paris) passe également sur la commune dans une même direction mais un peu plus au nord.

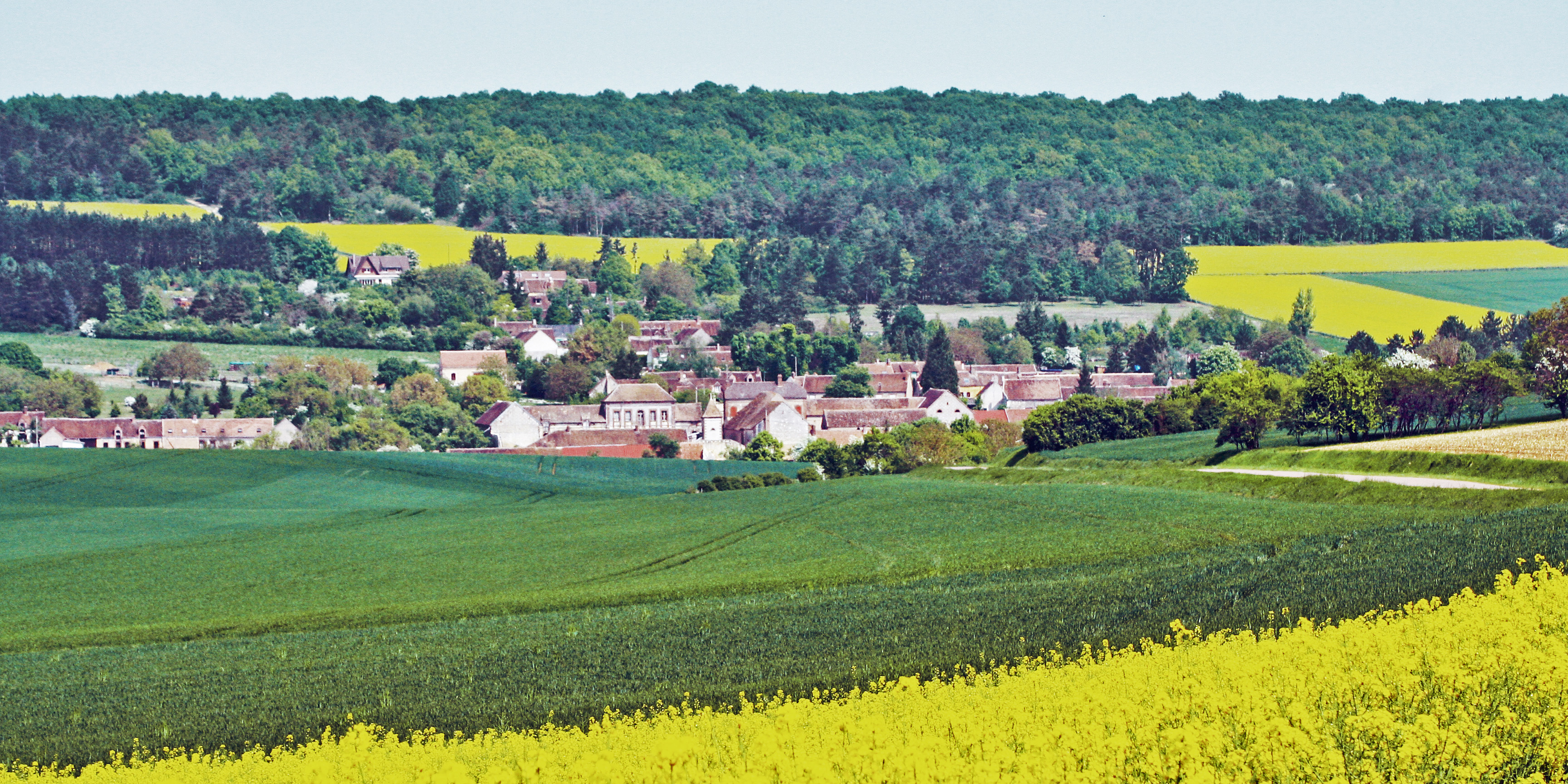
La Postolle entre agriculture et forêt.

L'habitat est concentré dans le village, il n'y a pas de hameau rattaché au village sur la commune. Le sol calcaire a pu fournir autrefois de la chaux et des matériaux de construction, et on trouve encore sur la commune des vestiges d'habitations troglodytes creusées dans la craie.

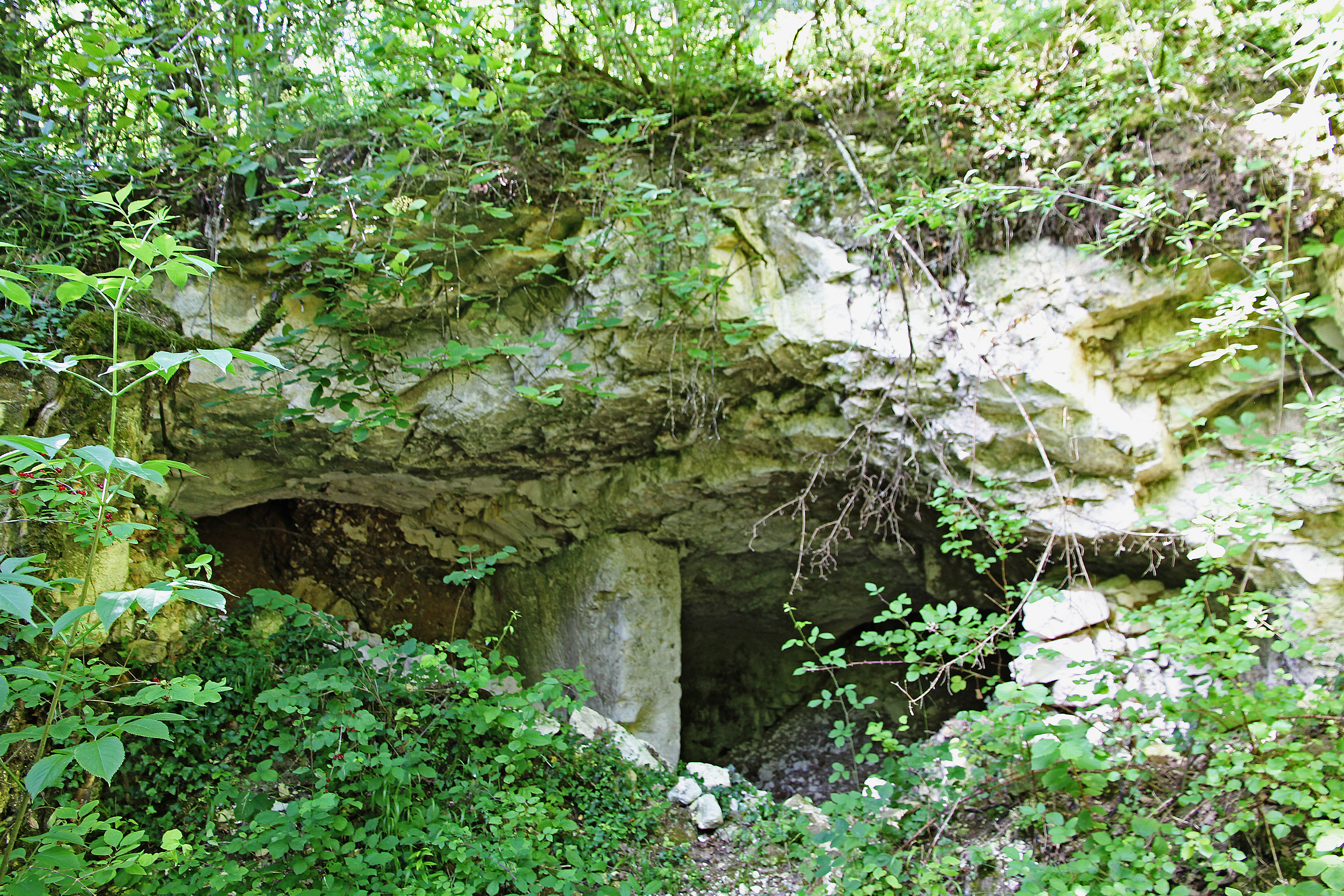
Ancien habitat troglodyte...
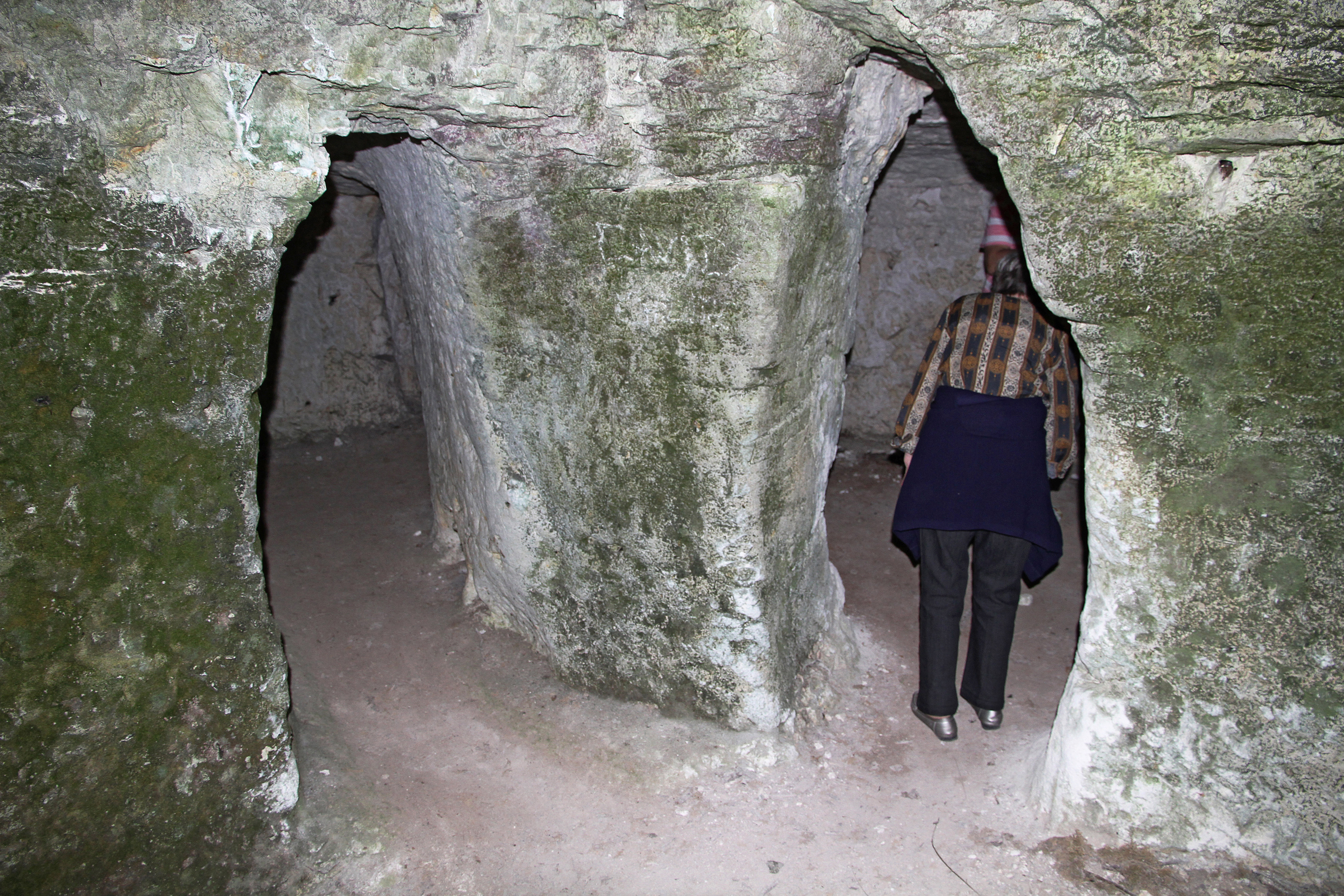
creusé dans la craie...

### Hydrographie
Situé sur une hauteur séparant les bassins versants de la Vanne et de l'Yonne (par l'Oreuse qui prend sa source sur la commune voisine de Thorigny-sur-Oreuse), le village n'a pas de cours d'eau. Cette position élevée explique historiquement la présence au village d'une mare qui recueille les eaux de pluie pour abreuver le bétail (aujourd'hui asséchée), de puits, et à la fin du XIXe siècle d'une éolienne destinée à pomper l'eau (cf. § "Lieux et monuments" de cette page).

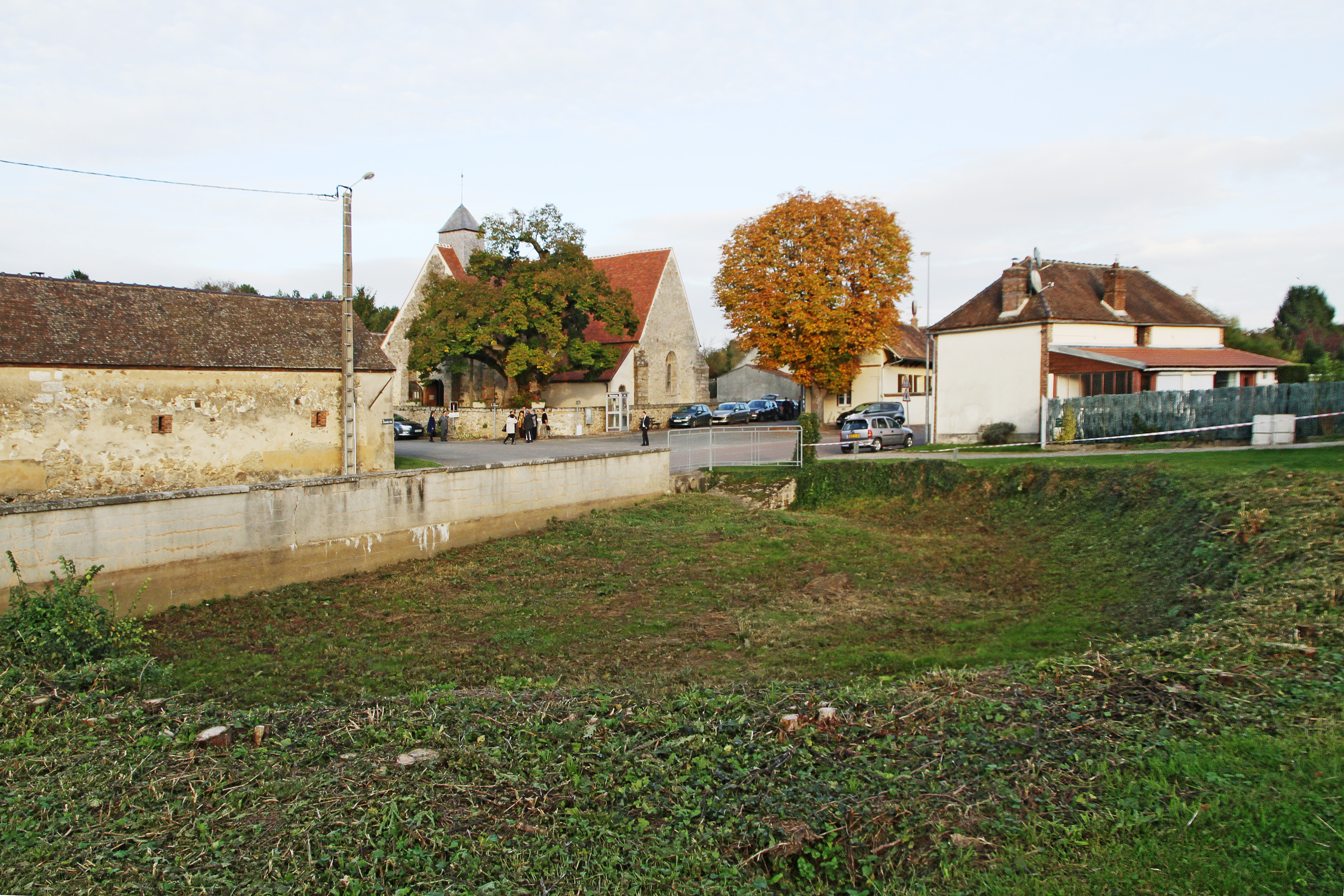
La mare-abreuvoir asséchée.
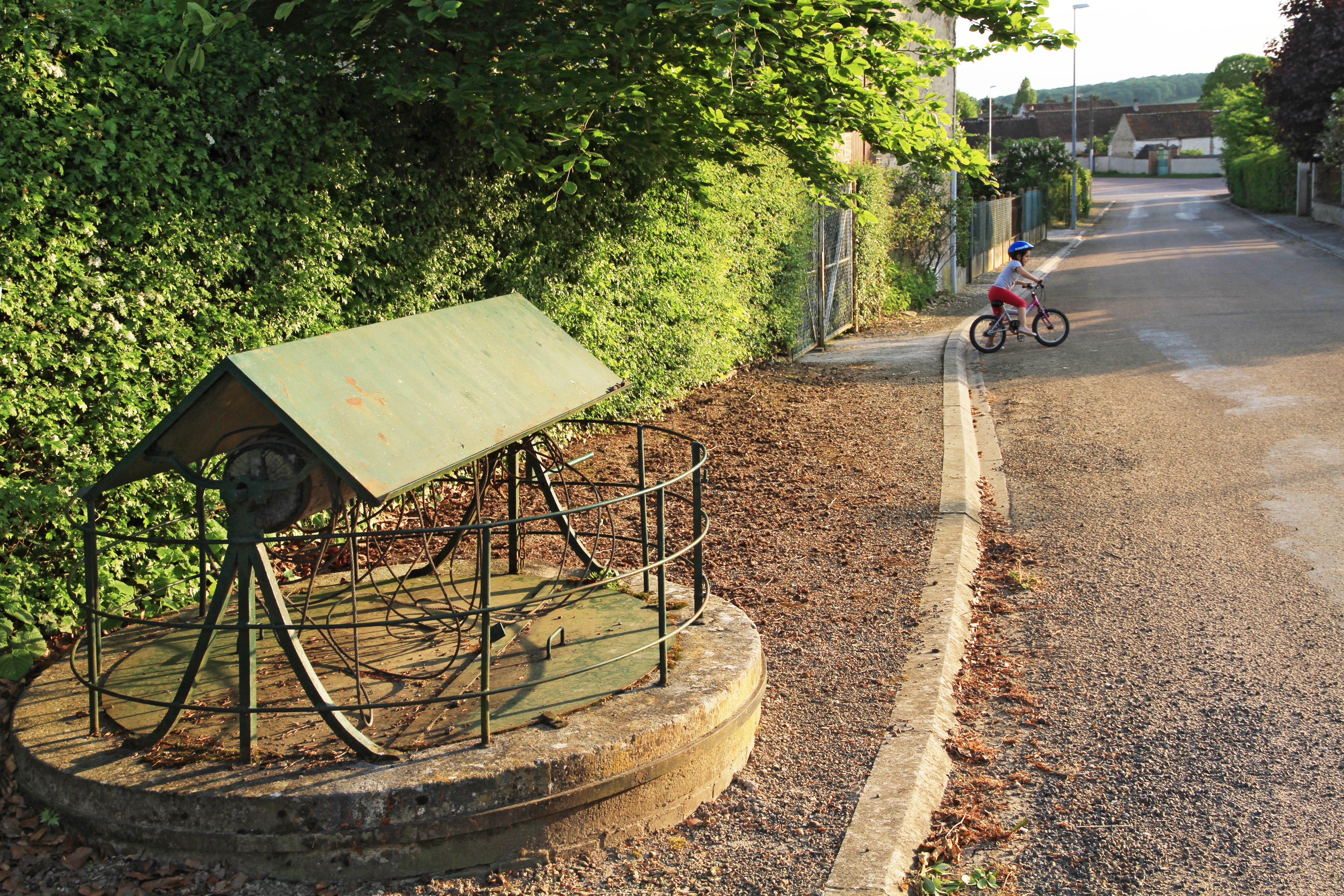
Un puits de la Postolle route de Courroy.
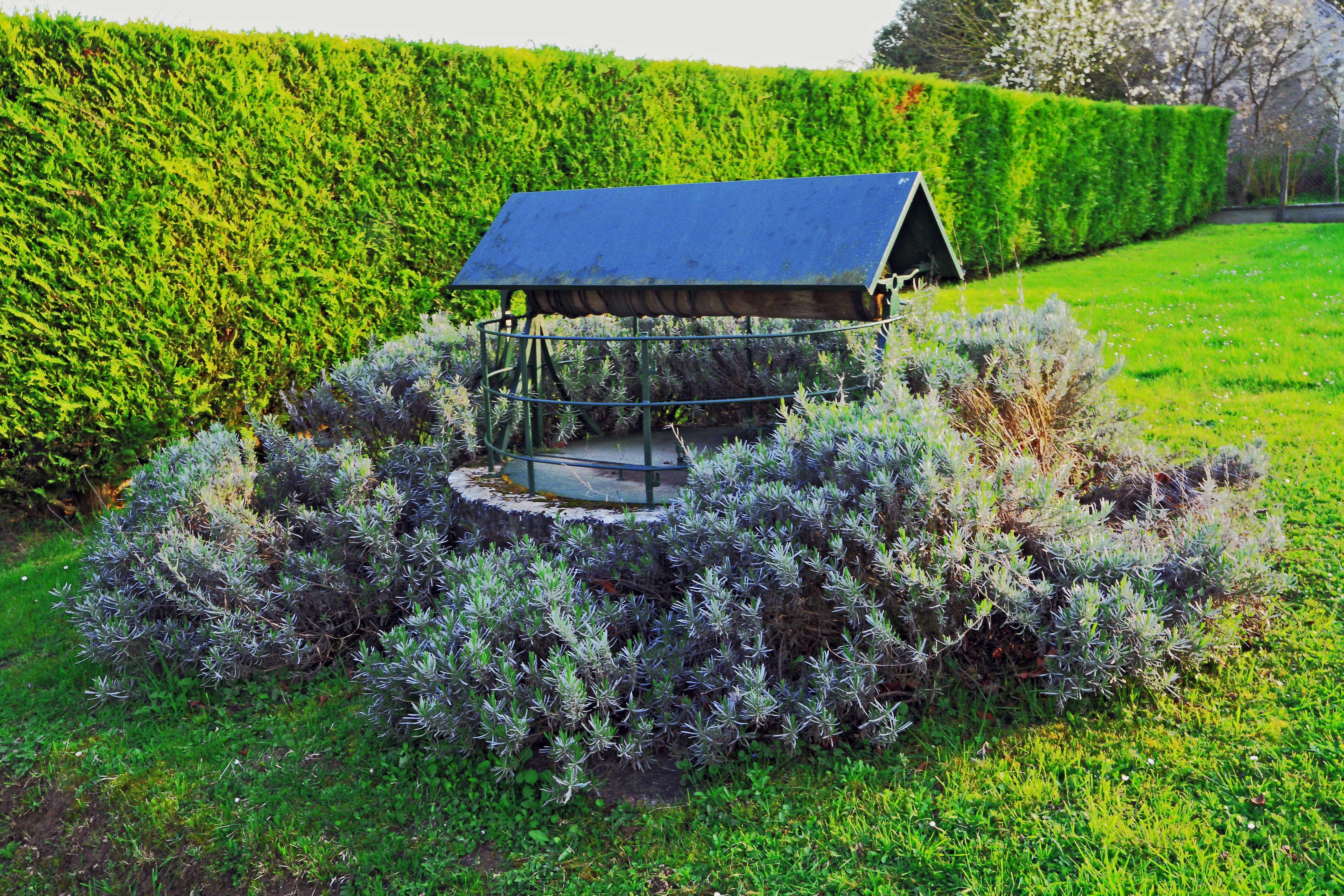
Un autre puits dans la Grande-Rue.

### Climat
Pour des articles plus généraux, voir Climat de la Bourgogne-Franche-Comté et Climat de l'Yonne.
En 2010, le climat de la commune est de type climat océanique dégradé des plaines du Centre et du Nord, selon une étude du Centre national de la recherche scientifique s'appuyant sur une série de données couvrant la période 1971-2000. En 2020, Météo-France publie une typologie des climats de la France métropolitaine dans laquelle la commune est exposée à un climat océanique altéré et est dans la région climatique  Nord-est du bassin Parisien, caractérisée par un ensoleillement médiocre, une pluviométrie moyenne régulièrement répartie au cours de l’année et un hiver froid (3 °C). 
Pour la période 1971-2000, la température annuelle moyenne est de 10,8 °C, avec une amplitude thermique annuelle de 15,4 °C. Le cumul annuel moyen de précipitations est de 734 mm, avec 11,9 jours de précipitations en janvier et 7,6 jours en juillet. Pour la période 1991-2020, la température moyenne annuelle observée sur la station météorologique de Météo-France la plus proche, « Flacy », sur la commune de Flacy à 13 km à vol d'oiseau, est de 11,2 °C et le cumul annuel moyen de précipitations est de 740,8 mm. 
La température maximale relevée sur cette station est de 41,9 °C, atteinte le 25 juillet 2019 ; la température minimale est de −25 °C, atteinte le 9 janvier 1985,,. 
Les paramètres climatiques de la commune ont été estimés pour le milieu du siècle (2041-2070) selon différents scénarios d'émission de gaz à effet de serre à partir des nouvelles projections climatiques de référence DRIAS-2020. Ils sont consultables sur un site dédié publié par Météo-France en novembre 2022.

## Urbanisme

### Typologie
Au 1er janvier 2024, La Postolle est catégorisée commune rurale à habitat dispersé, selon la nouvelle grille communale de densité à sept niveaux définie par l'Insee en 2022.
Elle est située hors unité urbaine. Par ailleurs la commune fait partie de l'aire d'attraction de Sens, dont elle est une commune de la couronne,. Cette aire, qui regroupe 65 communes, est catégorisée dans les aires de 50 000 à moins de 200 000 habitants,.

### Occupation des sols
L'occupation des sols de la commune, telle qu'elle ressort de la base de données européenne d’occupation biophysique des sols Corine Land Cover (CLC), est marquée par l'importance des forêts et milieux semi-naturels (54,1 % en 2018), une proportion identique à celle de 1990 (54,1 %). La répartition détaillée en 2018 est la suivante : 
forêts (54,1 %), terres arables (40,9 %), zones agricoles hétérogènes (2,8 %), zones urbanisées (2,2 %). L'évolution de l’occupation des sols de la commune et de ses infrastructures peut être observée sur les différentes représentations cartographiques du territoire : la carte de Cassini (XVIIIe siècle), la carte d'état-major (1820-1866) et les cartes ou photos aériennes de l'IGN pour la période actuelle (1950 à aujourd'hui).

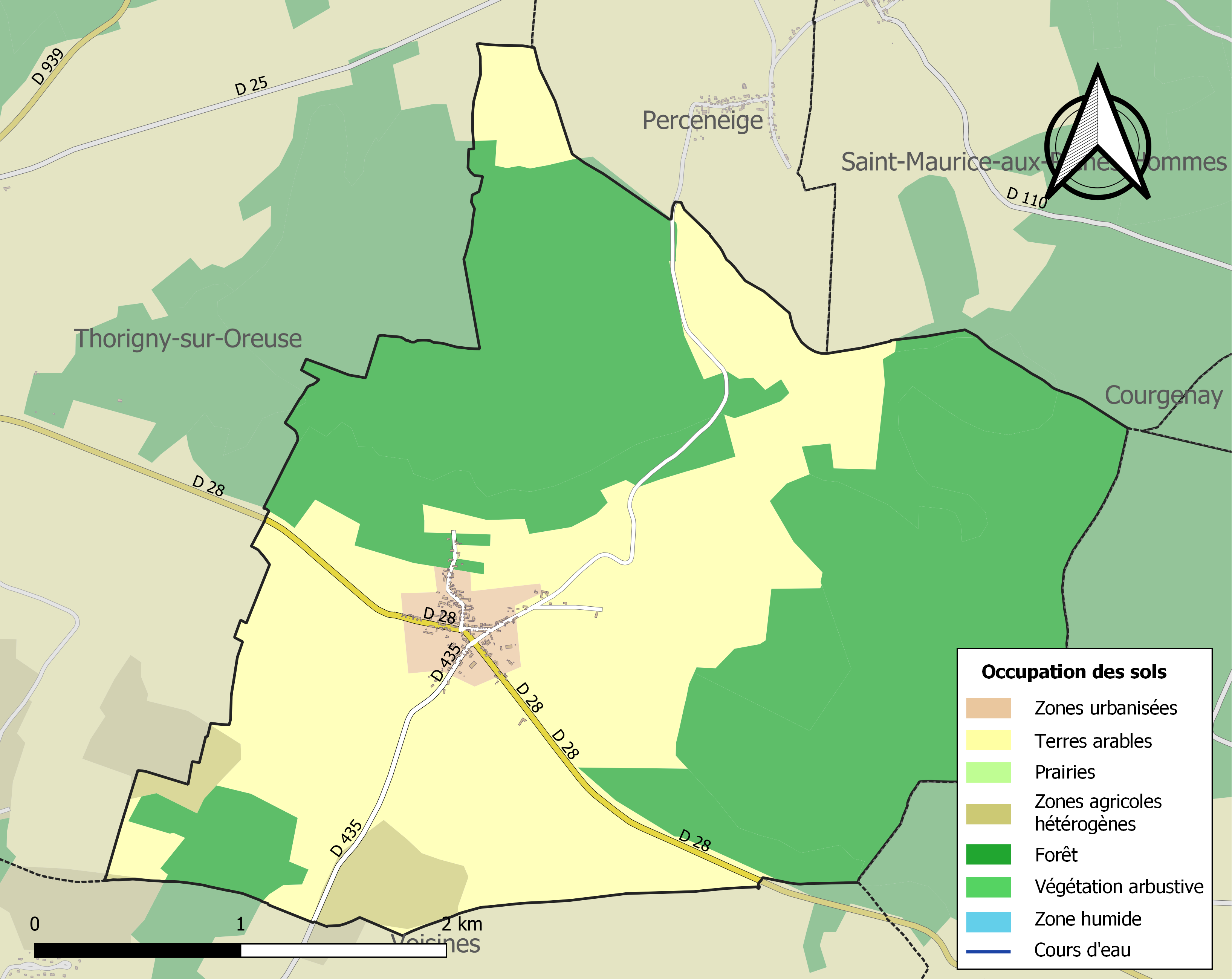
Carte des infrastructures et de l'occupation des sols de la commune en 2018 (CLC).

## Histoire

### Préhistoire
Le finage a été riche en sites méthodiquement pillés entre les deux guerres par Nazaire Lajon, clerc de notaire de Villeneuve-l'Archevêque, avant la naissance d'une réglementation sur les fouilles archéologiques (mise en place par l'Etat français). Une propriétaire locale l'y a encouragé. Les produits de la collecte ont été dispersés lors de la vente aux enchères ayant accompagné son décès.

### Époque médiévale
La Postolle a été une annexe de la paroisse de Thorigny jusqu'à la révolution.
Au sommet Nord du finage, un château a existé à Vermont, siège d'un fief qui subsistera jusqu'à la fin du XVIIe siècle. Ce château était déjà en ruine vers 1520. On tentera vainement d'essarter les lieux sous François Ier. Vermont pourrait être l'héritage accordé au gendre Jean de Villuis par un chevalier de la famille de Thorigny au XIIIe siècle. Le fief a été par la suite la propriété des de Viezchastel, Beuve et Dubois, de Sens. Il sera acquis par la famille Lambert, originaire de Paris, et détentrice de la seigneurie de Thorigny. Deux cadets de cette famille porteront le nom de "Lambert de Vermont".
Aucun document médiéval ne cite d'habitants.

### Un gros hameau
Un compte de 1502 montre la brusque présence de 22 chefs de famille à La Postolle. Le hameau appartient dans sa totalité à la terre et seigneurie de Thorigny (-sur-Oreuse). Le hameau de Puy-Blanc (ou Piblanc) cité dans la première moitié du XVIe siècle était à la sortie Nord-Est de La Postolle. Le finage est traversé par un grand chemin : celui venant de Pont-sur-Yonne et se rendant aux foires de Troyes par Villeneuve-l'Archevêque. Un moulin à vent voit sa courte existence abrégée par les guerres de Religion.
L'importance du hameau lui vaut d'être doté d'une chapelle dédiée à saint Fiacre, le patron des laboureurs, desservie en général par un vicaire payé par le curé de Thorigny. Le seigneur Juvenal de Belleville y fait enterrer son cœur à l'entrée du chœur en 1553. En 1660, le seigneur de Thorigny achète de quoi constituer une grande ferme agricole.
Quelques commerçants et artisans se fixent à La Postolle, qui est dans la dépendance du bourg de Thorigny. Chauriers (producteurs de chaux), charbonniers et couvreurs tirent parti des ressources de la forêt de Vauluisant.
Les habitants disposent de leurs propres marguilliers et tiennent leurs assemblées, aux beaux jours, sous le tilleul placé à la porte de la chapelle. Ils suivent en cela un usage bien attesté dans les pays de l'Yonne depuis le XIIe siècle, de tenir des réunions en plein air, et à l'abri des frondaisons d'un arbre (souvent un orme). Aucune ordonnance du pouvoir central n'a jamais été relevée dans la documentation en France pour exiger la plantation d'un arbre commémorant l'assassinat d'Henri IV.

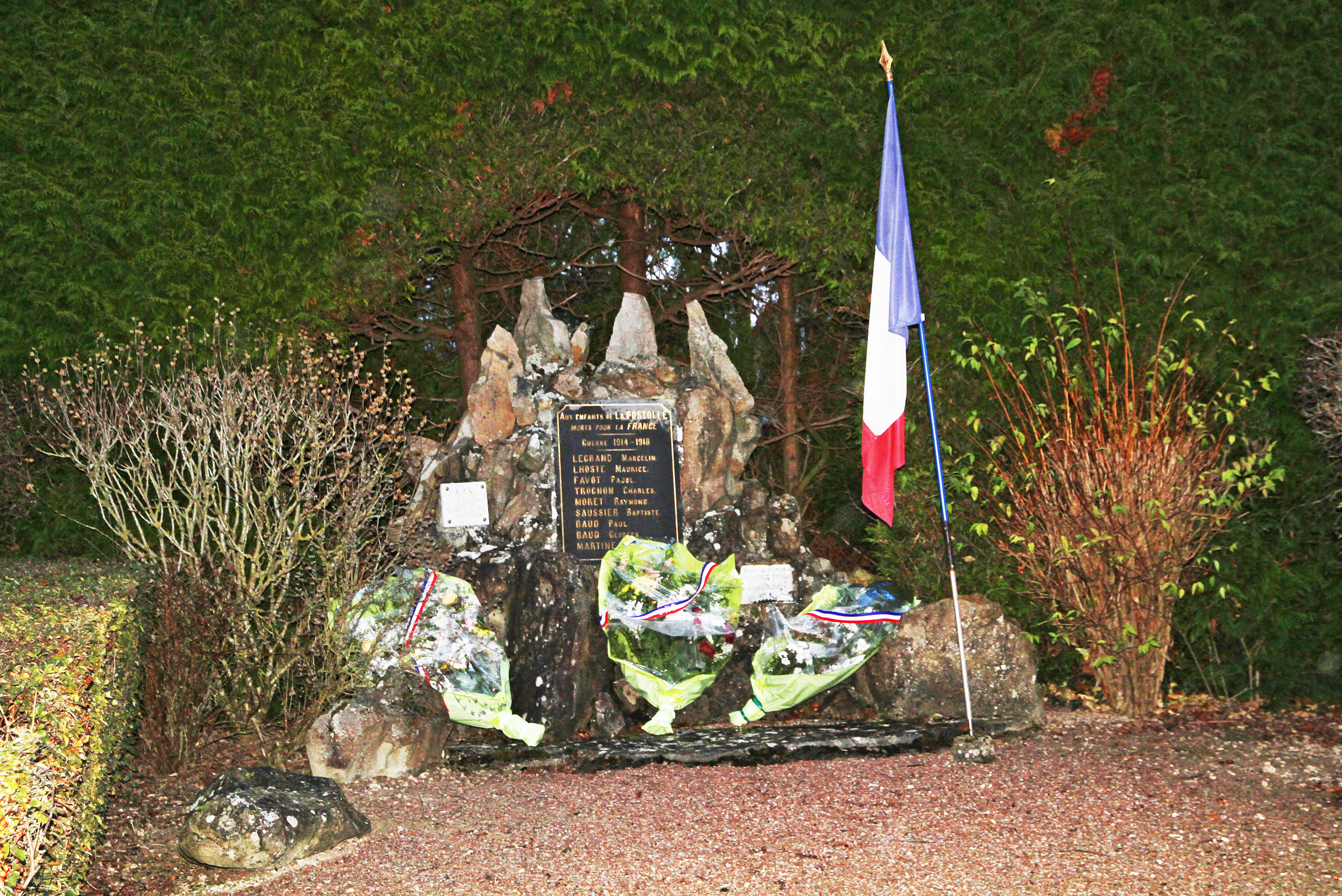
Monument aux morts
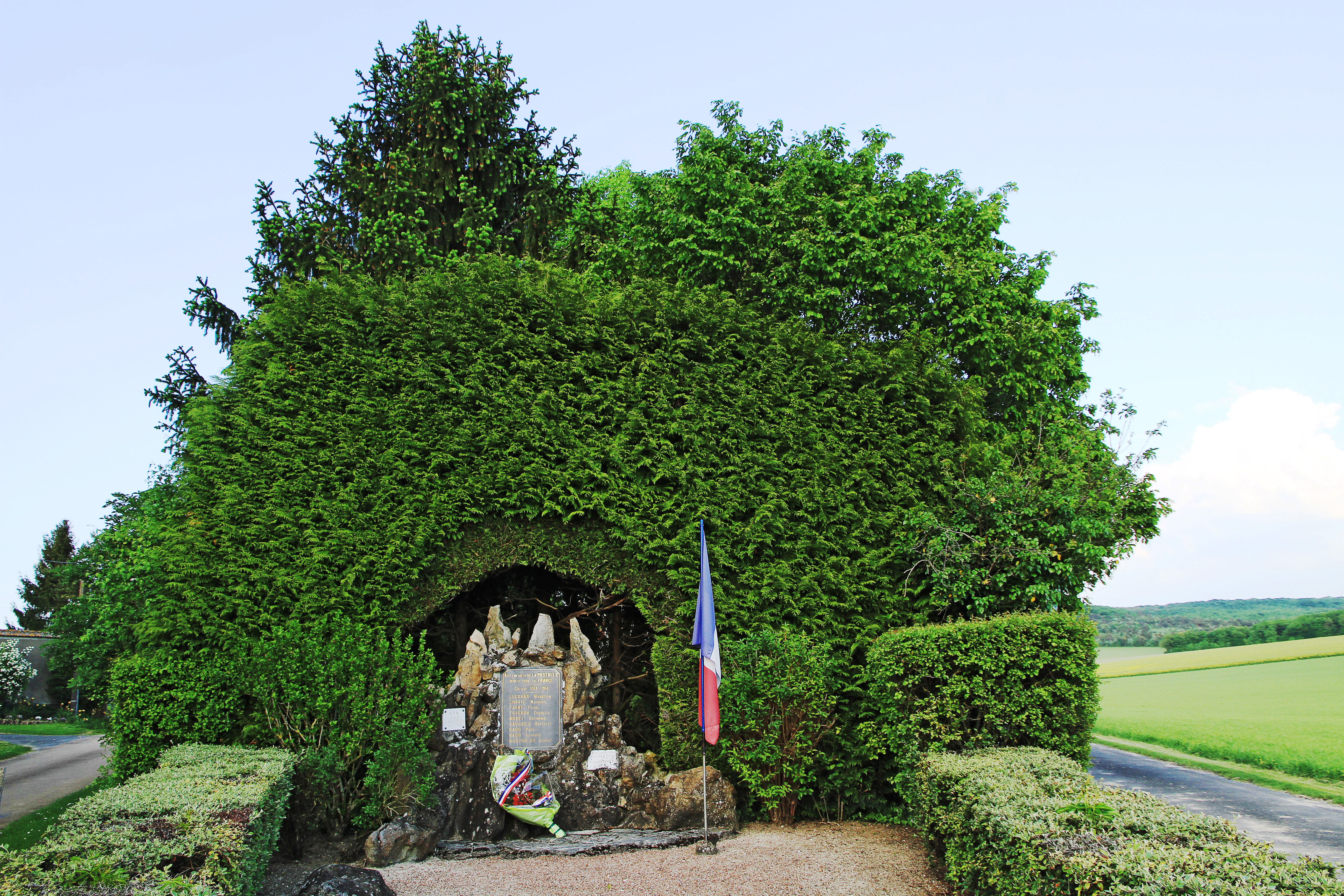
de la Postolle.

### Commune indépendante
Du fait de la Révolution française, l'annexe paroissiale acquiert son indépendance et le statut de commune. Les usages concédés par les seigneurs de Thorigny sont partagés avec la commune de Thorigny.
La Postolle est un village d'environ 150 habitants recensés en 1998. Une éolienne est située au beau milieu du village. C'est une éolienne Bollée du nom de ses créateurs (famille Bollée). Elle a été fabriquée en 1898 (cf. § "Lieux et monuments" ci-après).

## Économie
Sous l'Ancien Régime, le hameau de La Postolle vit à titre principal de la céréaliculture (laboureurs et manœuvres) et de l'exploitation forestière (bûcherons, scieurs de long). Un charpentier, un tissier en toile et épisodiquement un cabaretier complètent les services locaux.

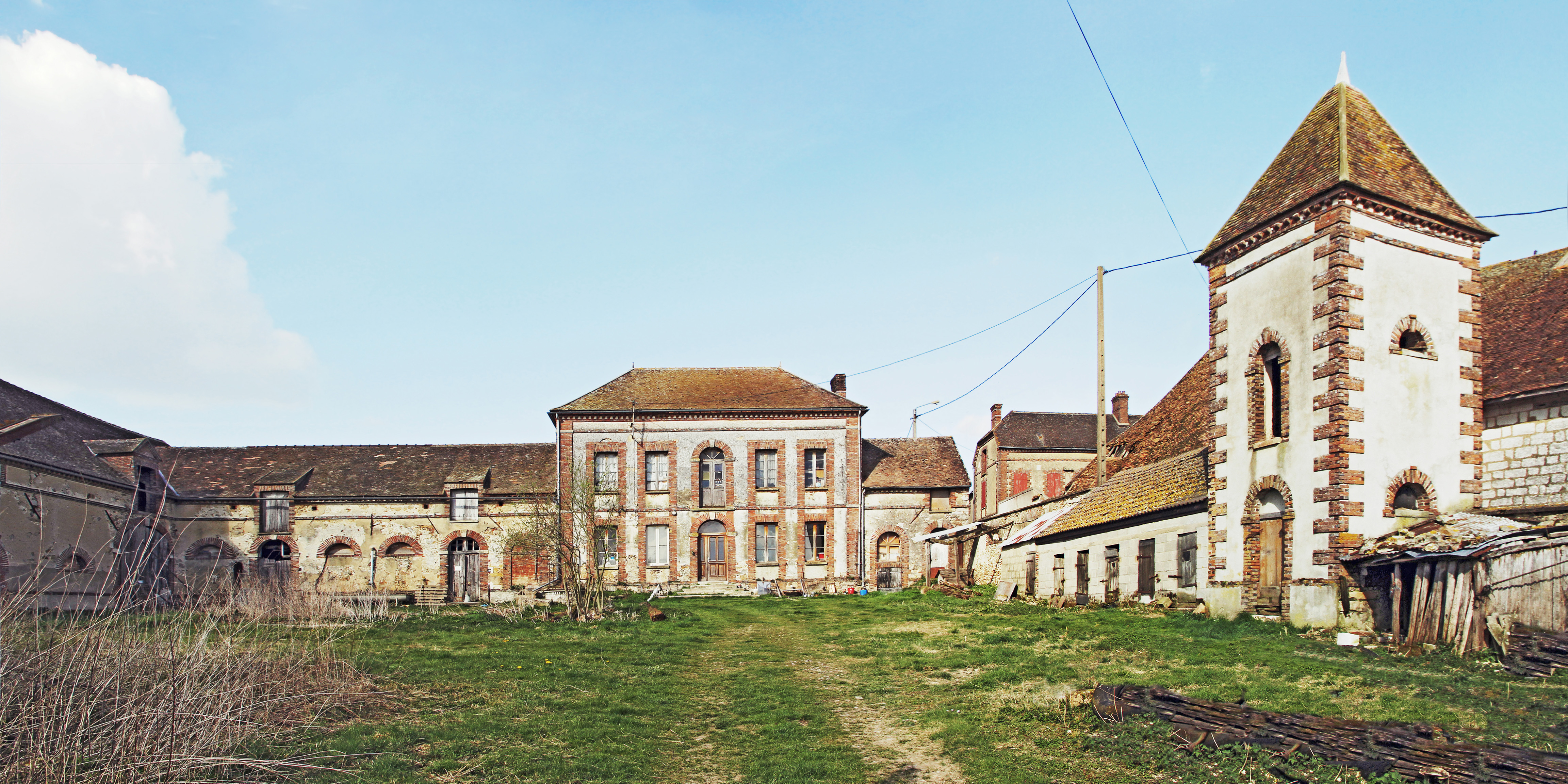
Ferme ancienne à la Postolle.
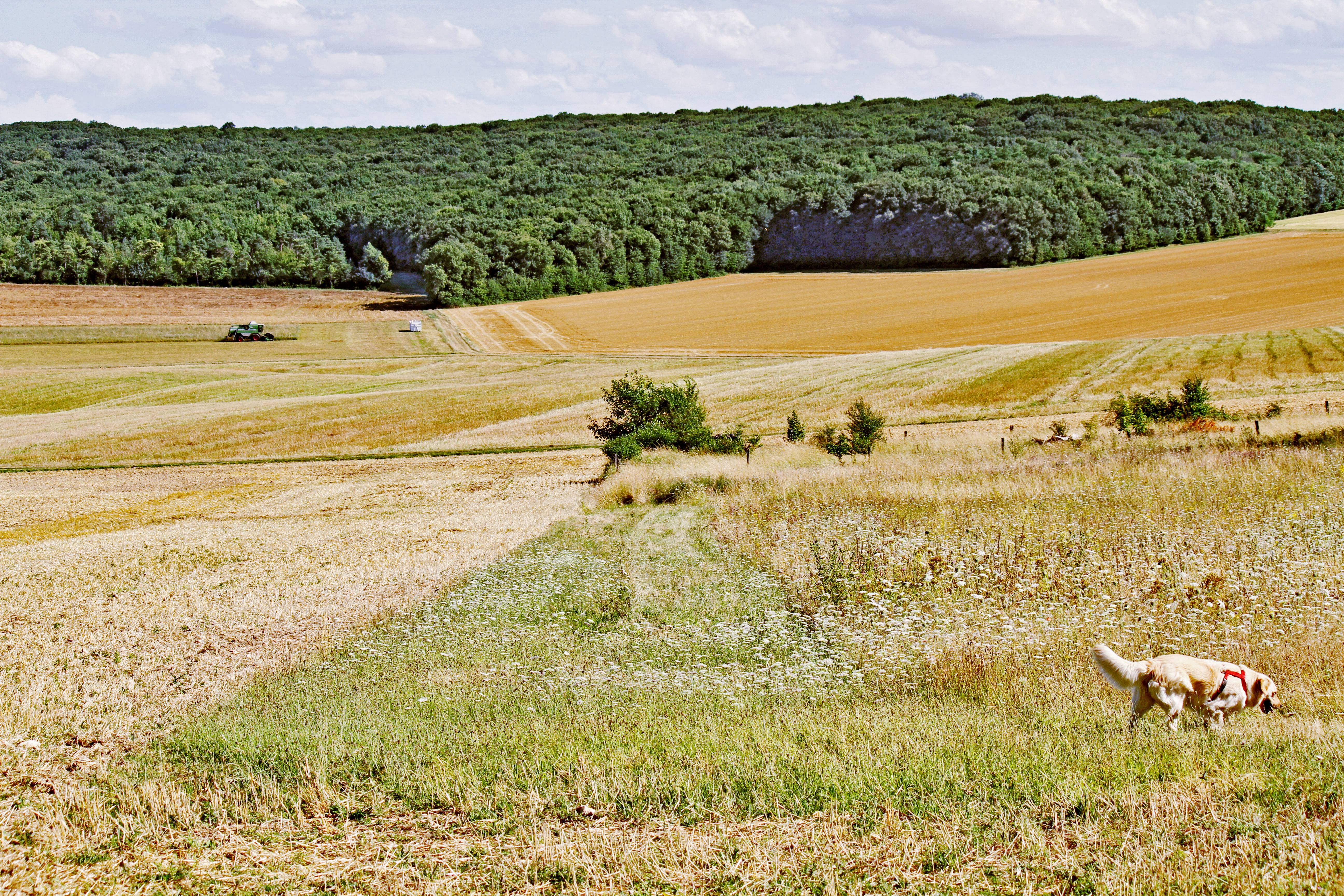
Agriculture et forêt (bois des Chardonnières).

## Politique et administration

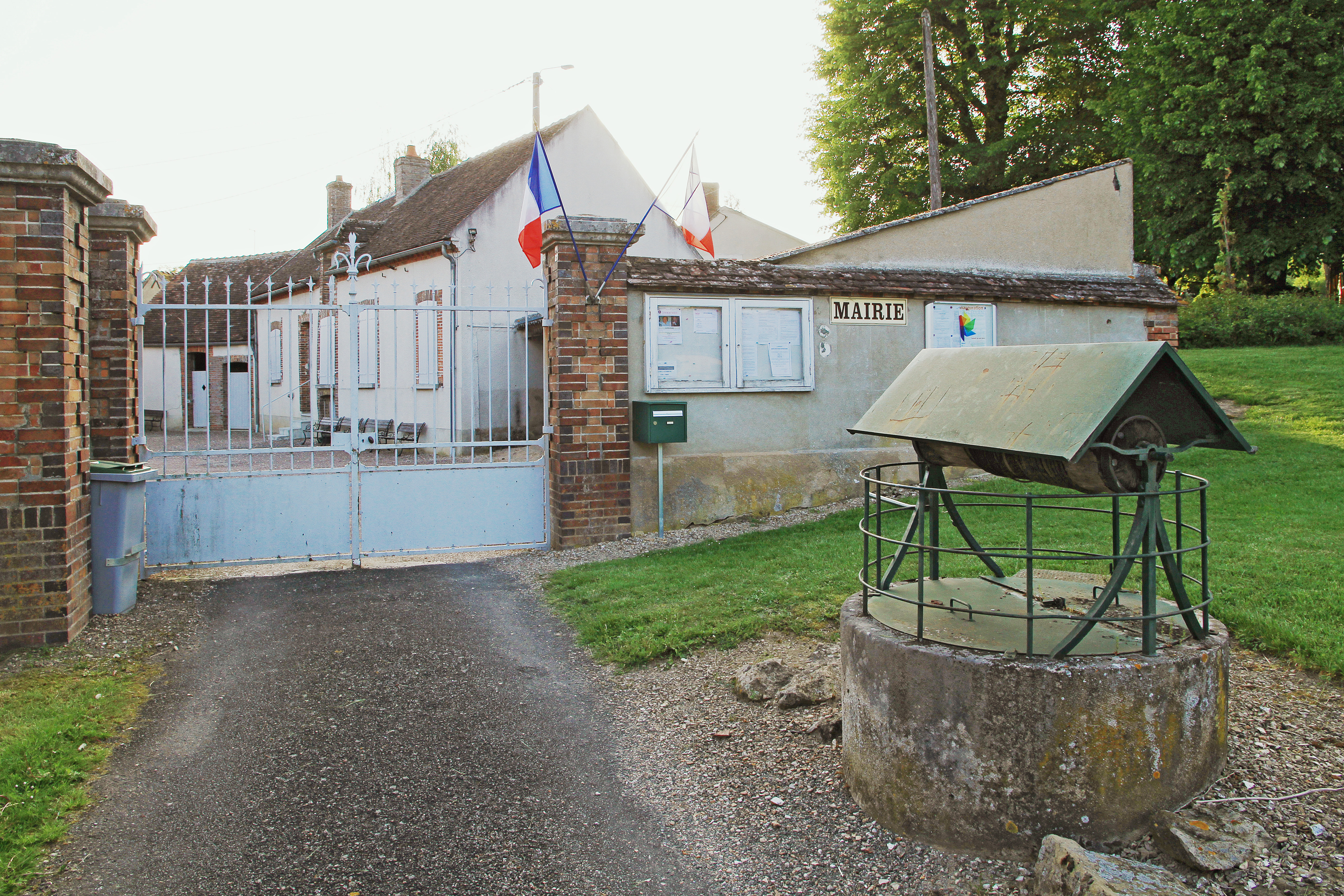
Mairie de la Postolle

| Période | Période | Identité          | Étiquette | Qualité |
| ------- | ------- | ----------------- | --------- | ------- |
| 1945    | 1947    | Gilbert Chargros  |           |         |
| 1947    | 1959    | Paul Favot        |           |         |
| 1957    | 1967    | Alidor Wintzinger |           |         |
| 1967    | 1989    | Louis Lerigoleur  |           |         |
| 1989    | 2014    | Oksana Onis       |           |         |
| 2014    | 2024    | Daniel Lapôtre    |           |         |

## Démographie
L'évolution du nombre d'habitants est connue à travers les recensements de la population effectués dans la commune depuis 1793. Pour les communes de moins de 10 000 habitants, une enquête de recensement portant sur toute la population est réalisée tous les cinq ans, les populations de référence des années intermédiaires étant quant à elles estimées par interpolation ou extrapolation. Pour la commune, le premier recensement exhaustif entrant dans le cadre du nouveau dispositif a été réalisé en 2007.

En 2022, la commune comptait 152 habitants, en évolution de +7,8 % par rapport à 2016 (Yonne : −1,95 %, France hors Mayotte : +2,11 %).
| 1793 | 1800 | 1806 | 1821 | 1831 | 1836 | 1841 | 1846 | 1851 |
| ---- | ---- | ---- | ---- | ---- | ---- | ---- | ---- | ---- |
| 280  | 328  | 301  | 303  | 303  | 307  | 306  | 314  | 329  |

| 1856 | 1861 | 1866 | 1872 | 1876 | 1881 | 1886 | 1891 | 1896 |
| ---- | ---- | ---- | ---- | ---- | ---- | ---- | ---- | ---- |
| 342  | 366  | 347  | 310  | 287  | 315  | 298  | 282  | 265  |

| 1901 | 1906 | 1911 | 1921 | 1926 | 1931 | 1936 | 1946 | 1954 |
| ---- | ---- | ---- | ---- | ---- | ---- | ---- | ---- | ---- |
| 250  | 206  | 191  | 147  | 164  | 162  | 178  | 187  | 153  |

| 1962 | 1968 | 1975 | 1982 | 1990 | 1999 | 2006 | 2007 | 2012 |
| ---- | ---- | ---- | ---- | ---- | ---- | ---- | ---- | ---- |
| 162  | 135  | 117  | 109  | 118  | 136  | 154  | 157  | 142  |

| 2017 | 2022 | - | - | - | - | - | - | - |
| ---- | ---- | - | - | - | - | - | - | - |
| 143  | 152  | - | - | - | - | - | - | - |

## Culture locale et patrimoine

### Lieux et monuments
- La Postolle est surtout connue pour son Tilleul, nommé tilleul Rosny, planté pour commémorer l’Édit de Nantes. Il a plus de 400 ans à ce jour. Son tronc est creux.

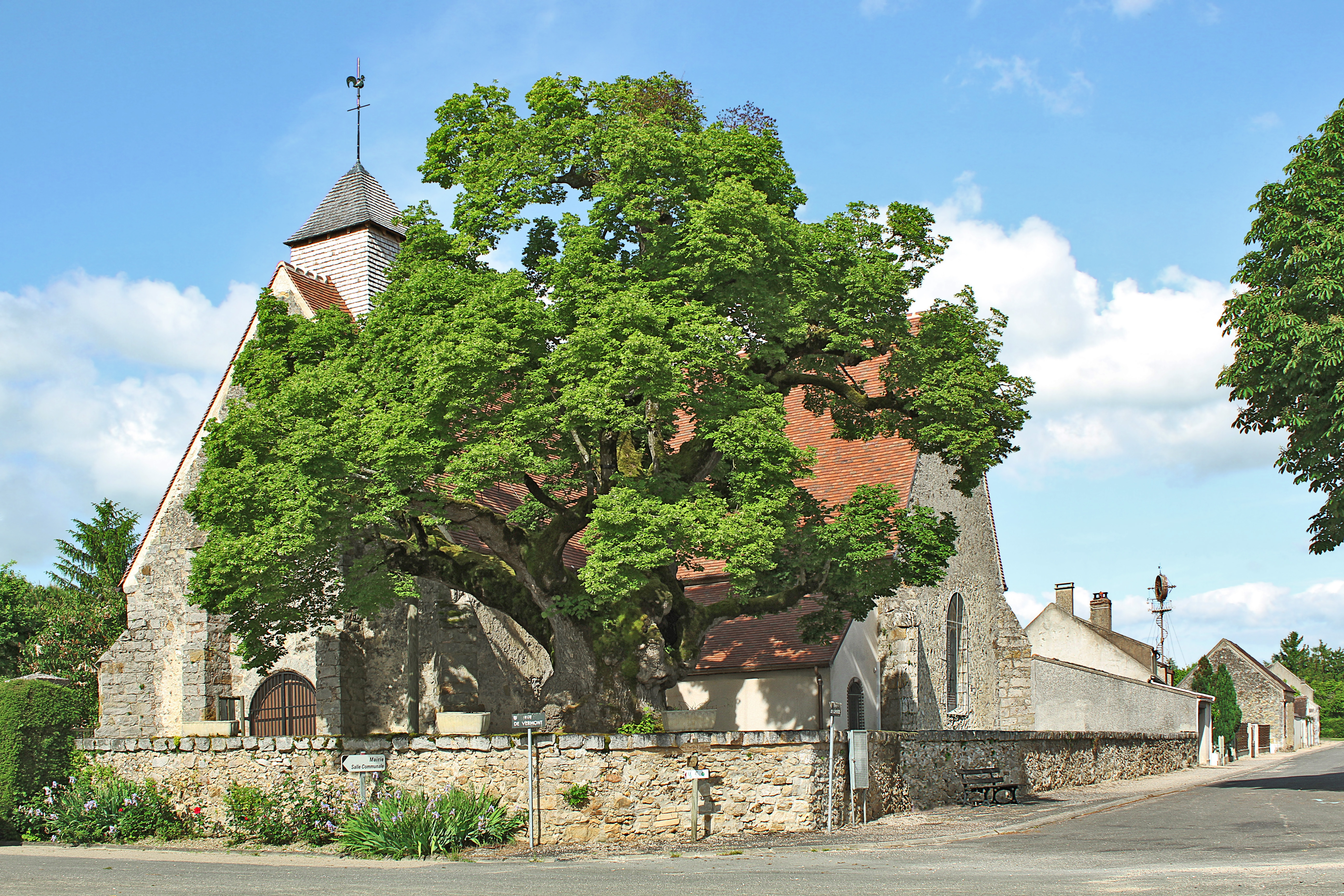
Tilleul quadricentenaire sur le parvis de l'église,
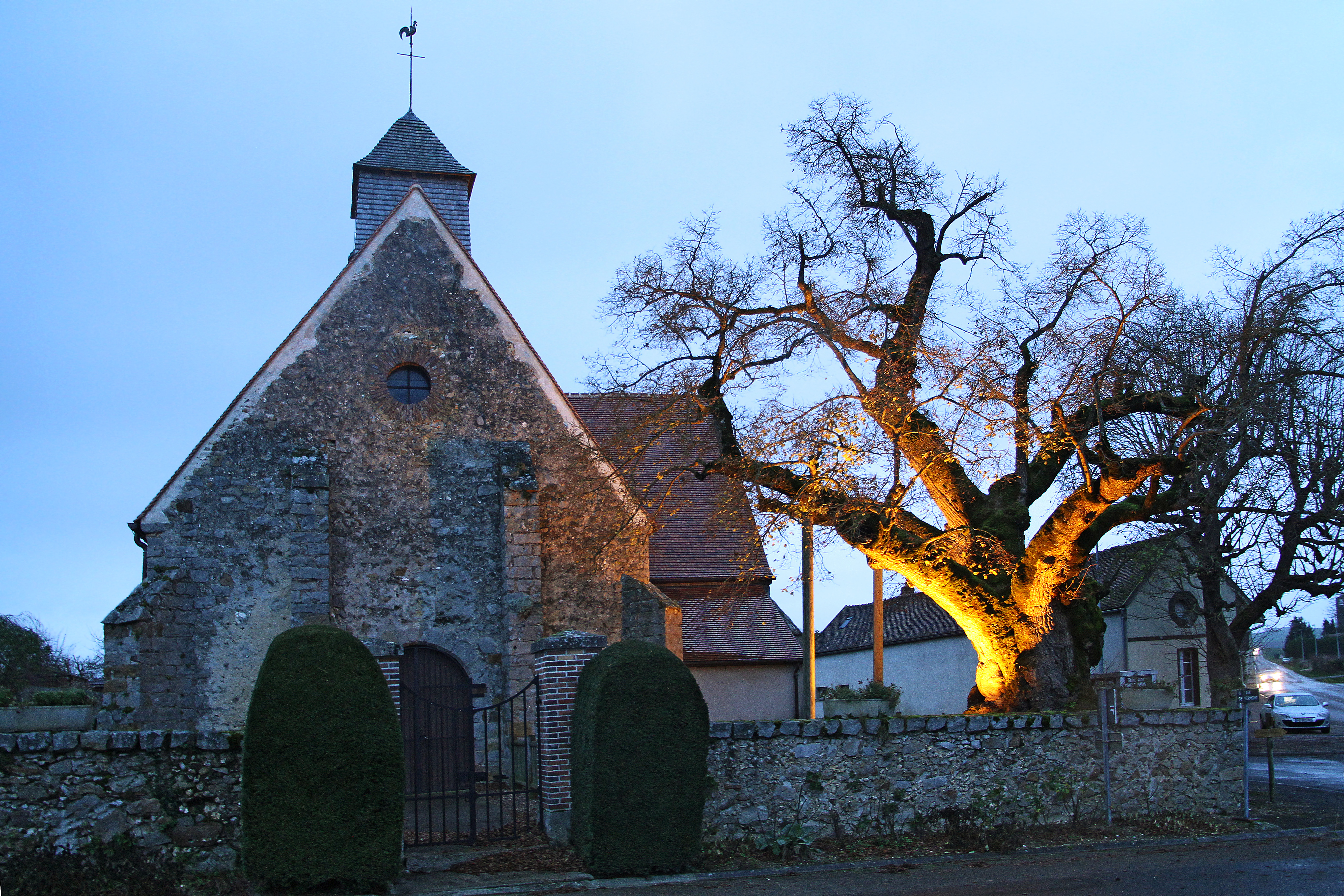
ses plus grosses branches sont étayées…
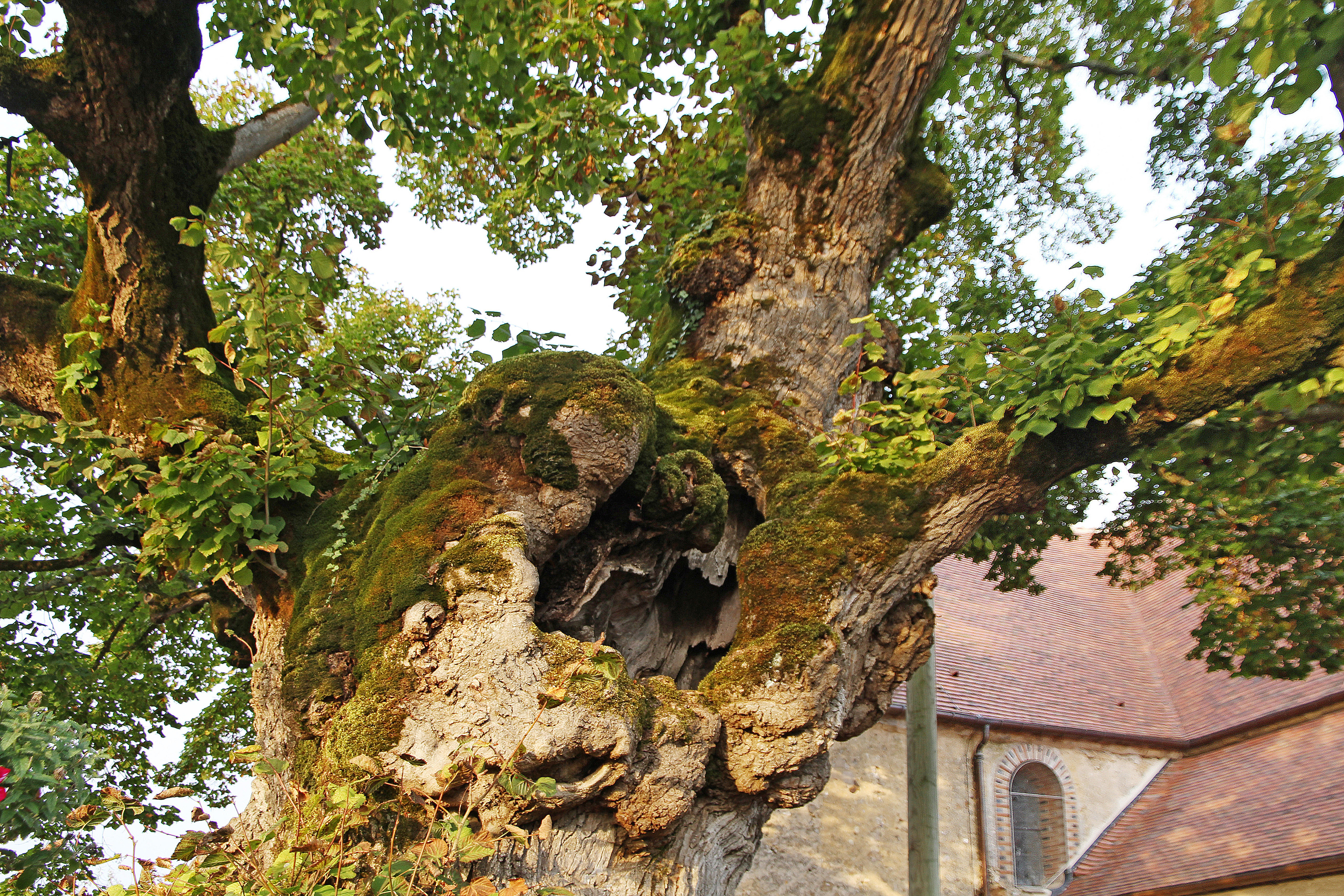
classé arbre remarquable de France,
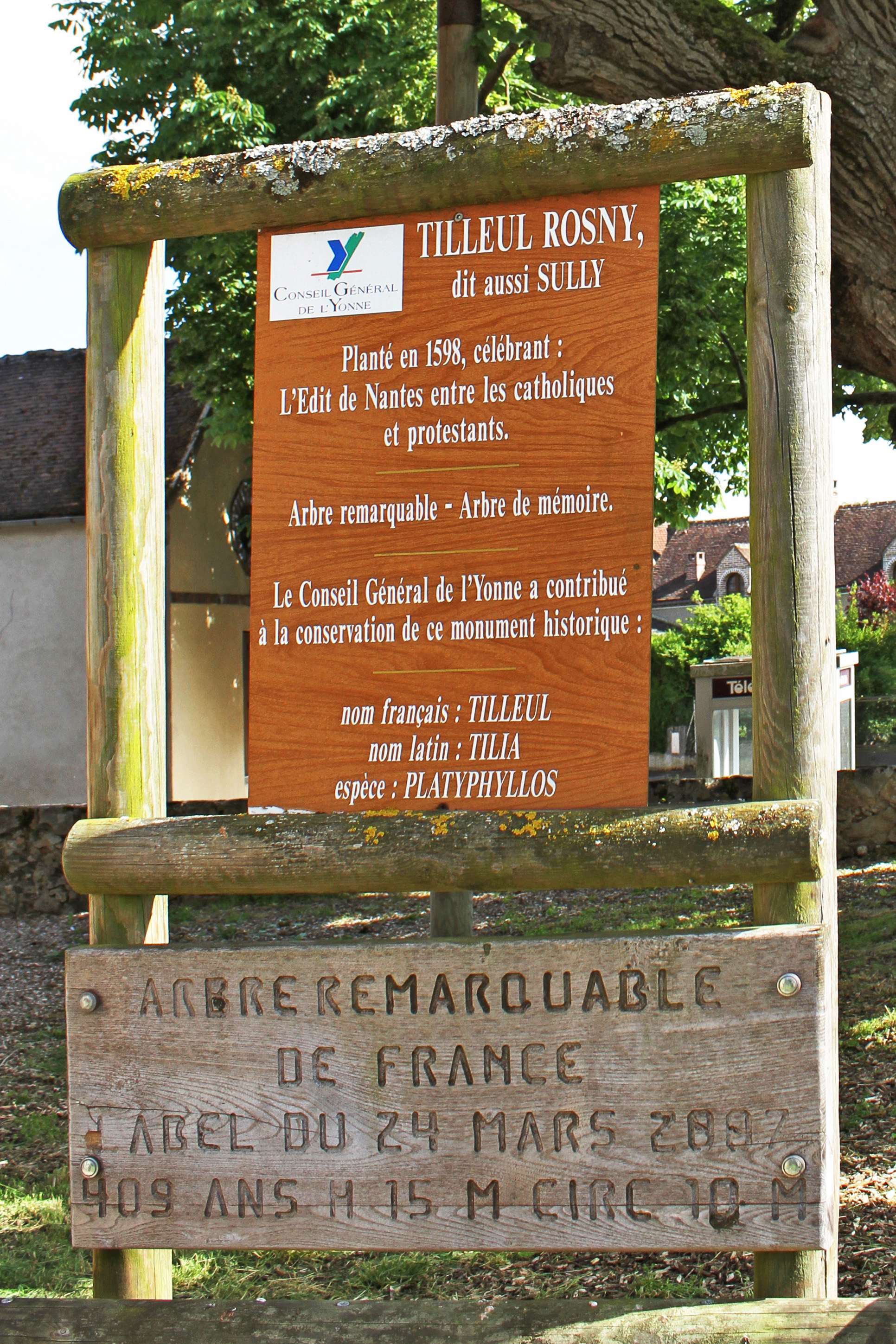
il a été planté en 1598 pour l'Édit de Nantes.

- L'église Saint-Joseph et Saint-Fiacre de La Postolle est constituée d'une nef datant du Moyen Âge à voûte en "cul de four" à laquelle sont accolées la chapelle de la Vierge, plus récente (XVIe siècle) et la sacristie. Elle a été entièrement restaurée.

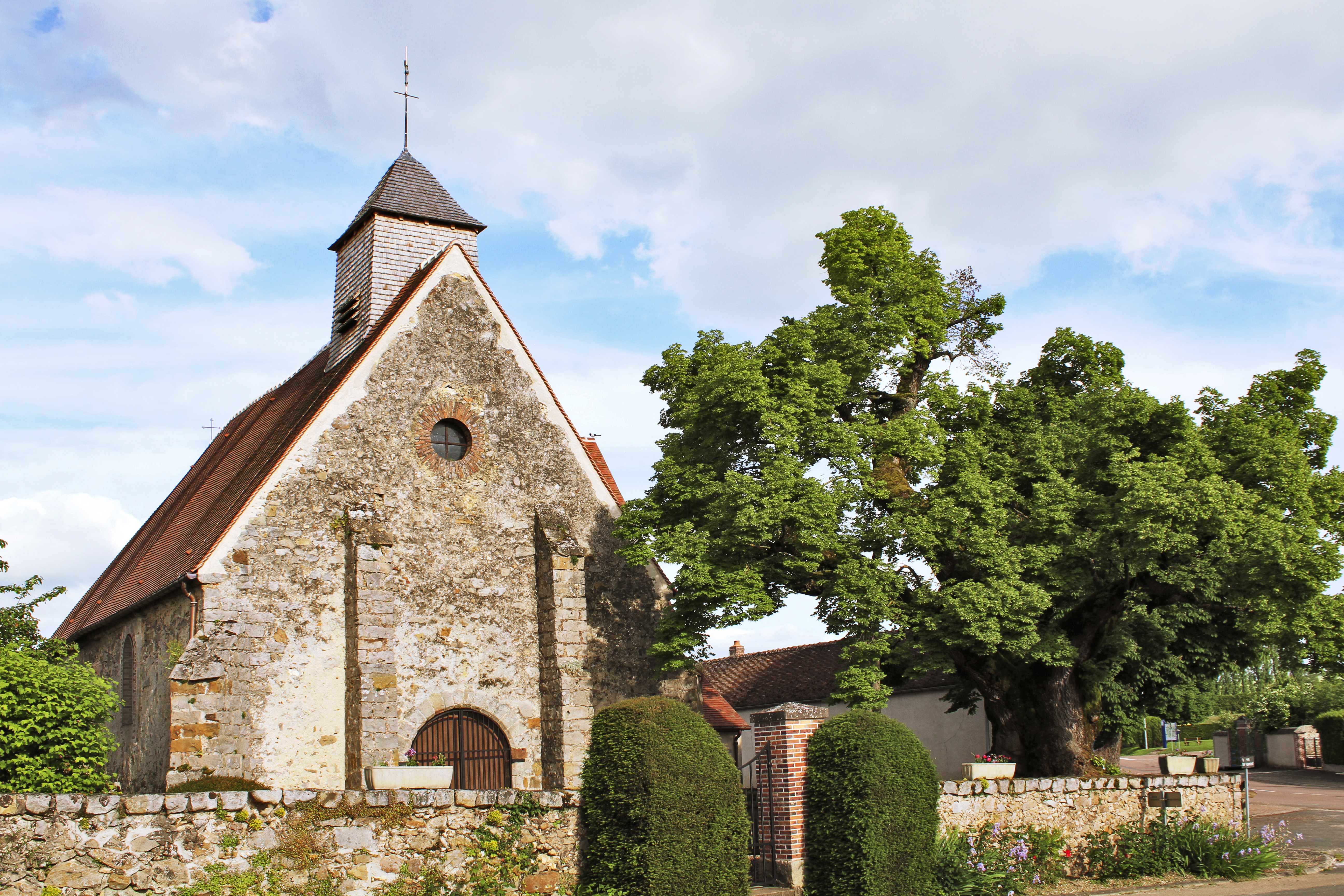
Église Saint-Joseph et Saint-Fiacre.
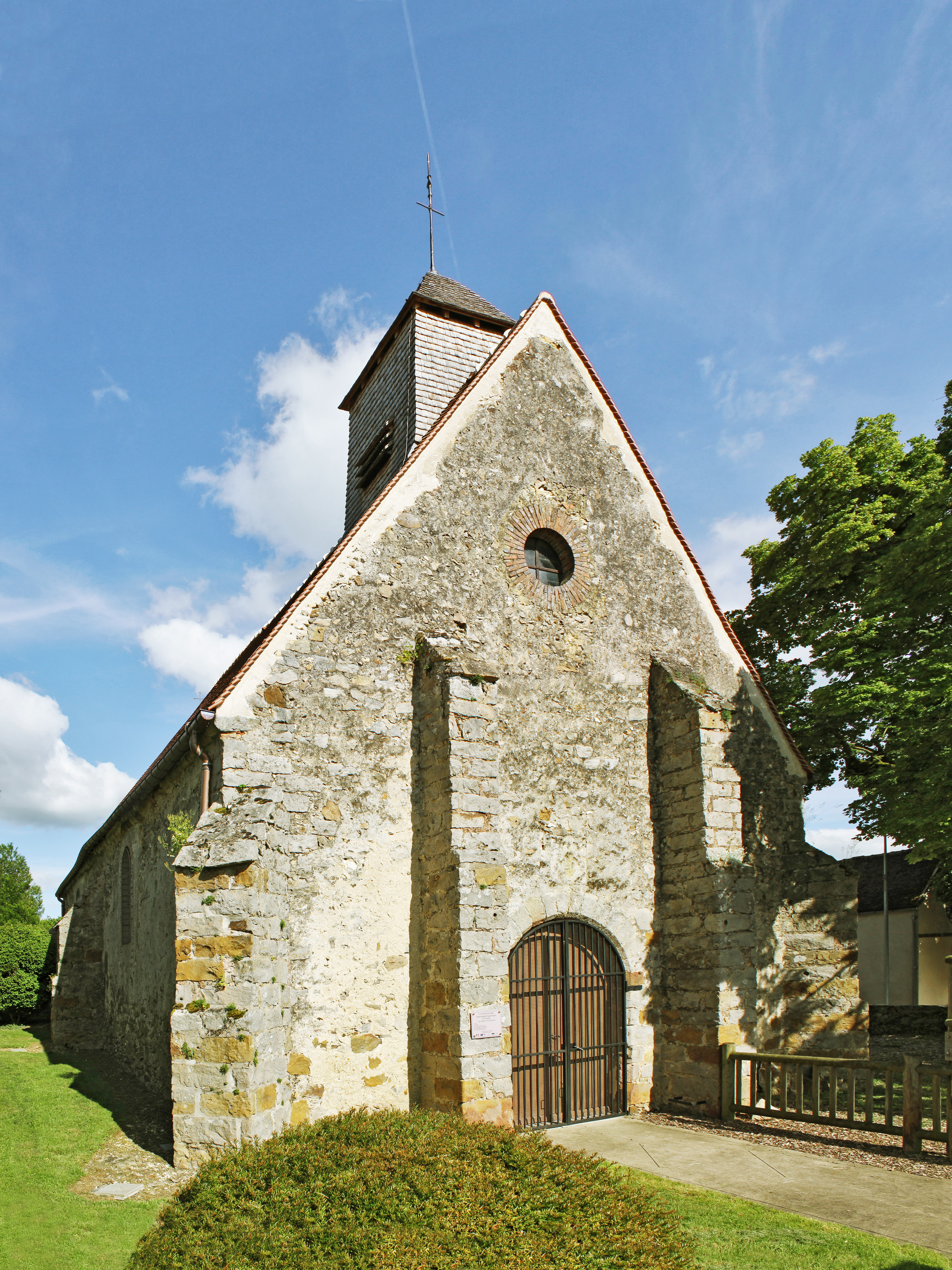
Façade à contreforts.
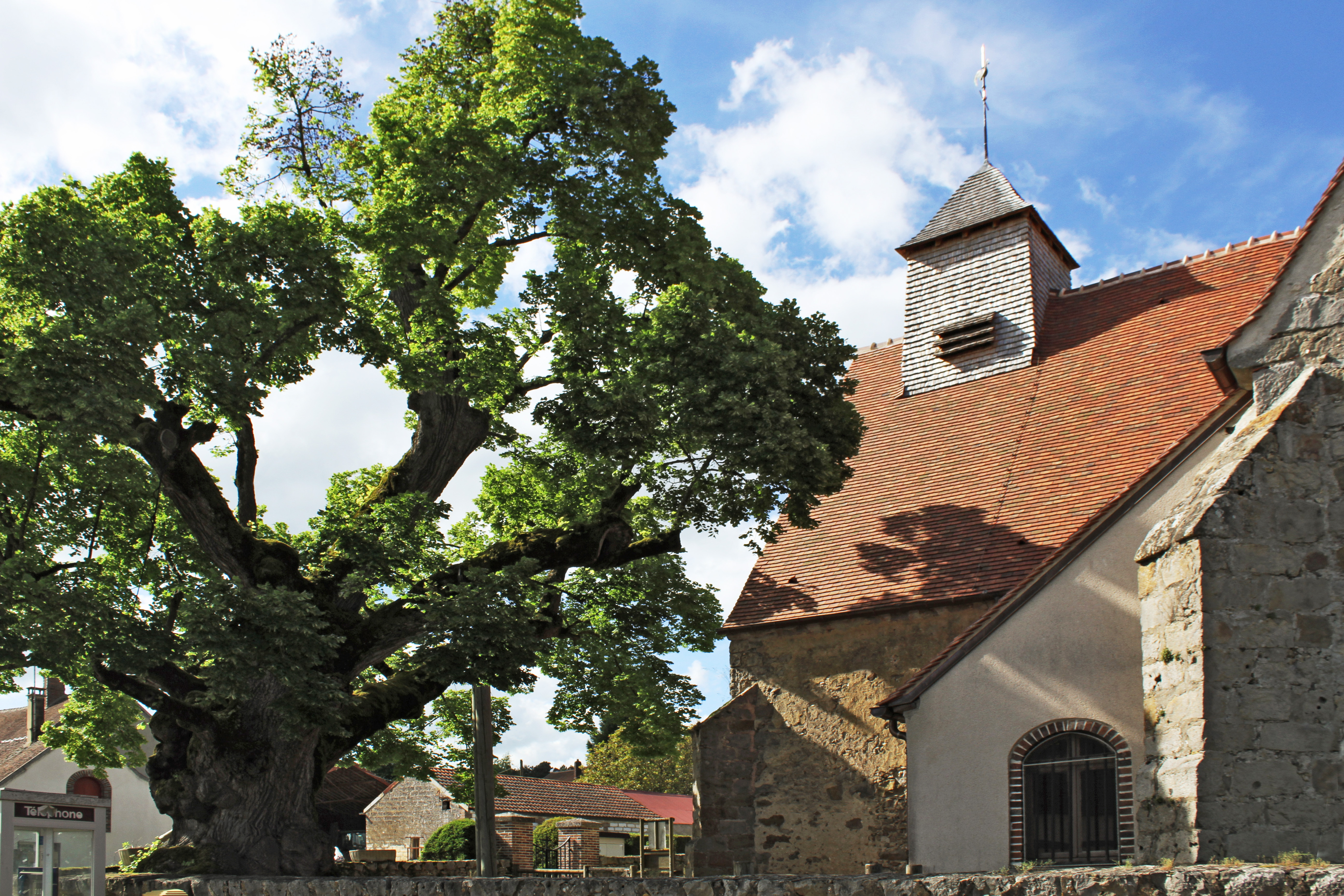
Clocher en bardeaux de châtaignier.
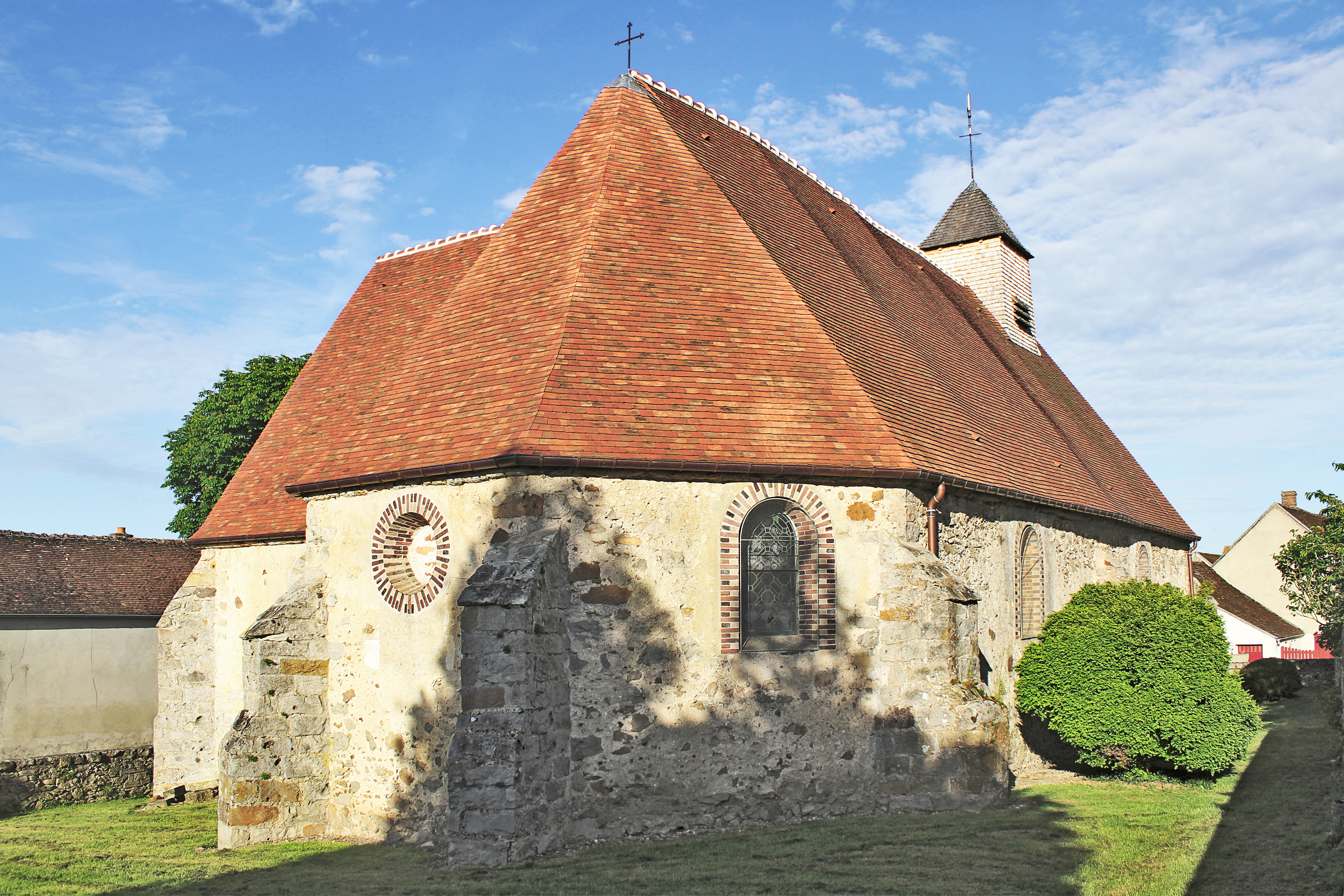
Abside, et toiture refaite en 2013.

- Mobilier et statuaire de l'église :
  - Saint Joseph et saint Fiacre en plâtre de facture début XXe siècle, encadrent un Christ en croix du XVIe siècle, primitivement placé face à l'ancienne chaire.
  - L'ancien autel en bois peint fut remplacé par un autel venant de l'église de Voisines et placé face aux fidèles. Une très rare statue en fruitier creux représente Saint Joseph portant l'Enfant.
  - la poutre de gloire marquant l’entrée du chœur, est parée des armoiries de Juvenal de Belleville encadrée par des engoulevents sculptés affrontés (tête de lion). Elle surplombe une pierre dans le chœur, celle-ci date de 1553 et porte une croix avec cœur en abîme Mediator, Salvator, Doctor, Pastor (effacé) "Ici fut mis le noble cœur de Juvenal de Belleville, escuier, seigneur de Thorigny et L'Apostolle 1553".
  - à l'entrée à droite, l'escalier en bois montant au clocher abritant les deux cloches, à gauche, fonts baptismaux en pierre et plâtre cloisonnés, ornés de feuilles d'acanthe.
  - les vitraux actuels, décolorés, sans relief, font regretter aux plus âgés les verrières précédentes, tel cet "œil de bœuf"-Sacré-Cœur représenté sur une photographie de communion datant de 1904. De nombreuses statues ont disparu au fil des pillages successifs. Récemment, l'abbé Leviste recherchait une statue de saint Fiacre en pierre polychrome du XVIe siècle, et une statue de Saint-Étienne en pierre polychrome figure dans les listes des monuments historiques (classée en 1944)[27].
- Éolienne Bollée installée en 1898, destinée à l'alimentation du village en eau potable et le remplissage d'un lavoir. Sur ce modèle, l'aéromoteur de ∅ 2,60 m entraîne par un couple conique un arbre de transmission vertical qui tourne dans le mât de 14 m., et qui entraîne à son tour une pompe à eau de surface. Centenaire, elle fut restaurée à deux reprises. Elle est  Classé MH (1976)[28], c'est une des dernières de ce modèle en France (les modèles précédents remontaient l'eau par une chaîne à godets, les suivants étaient supportés par un pylône métallique en place du mât à haubans, cf. page éolienne Bollée).

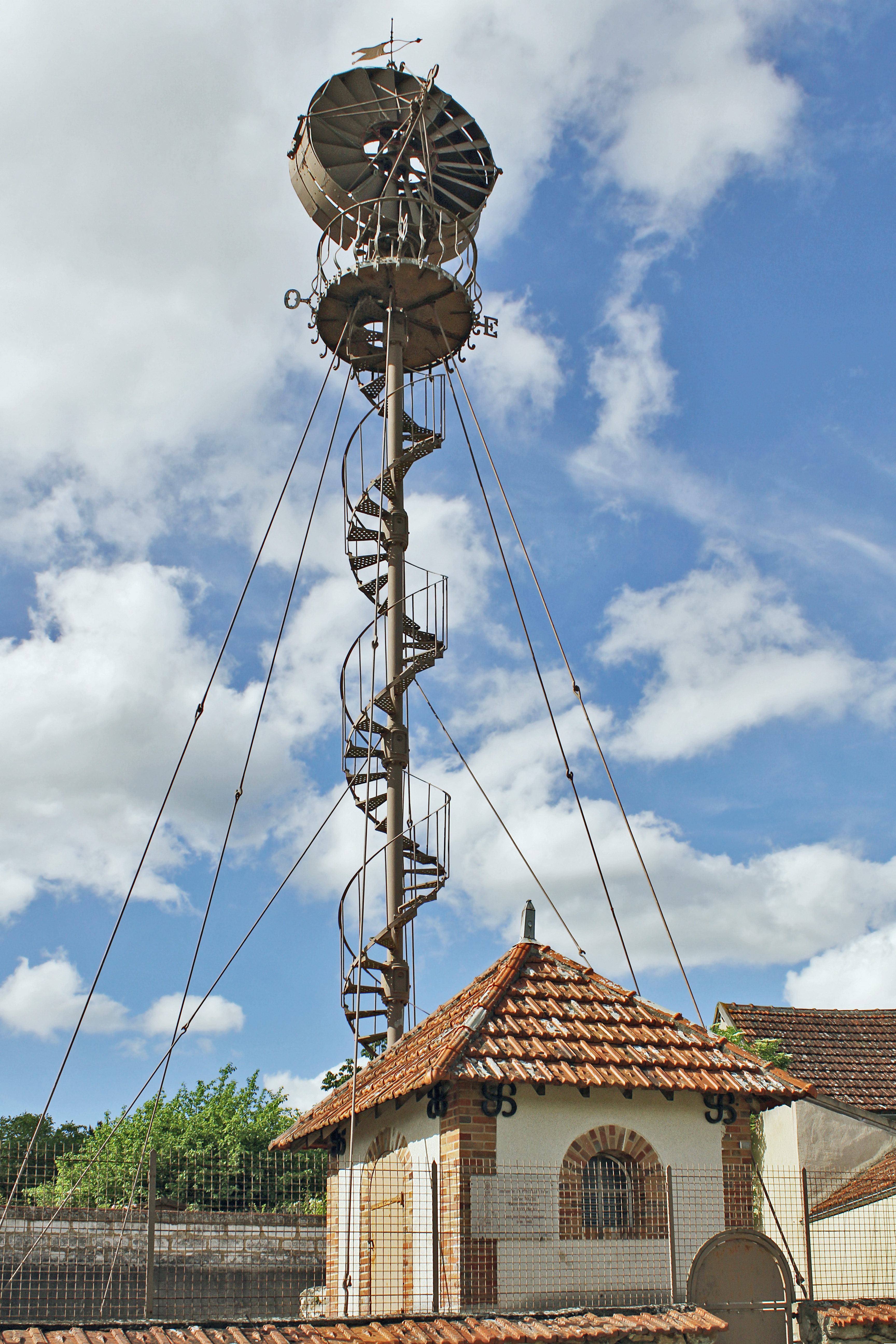
Éolienne Bollée à mât haubané de 1898.
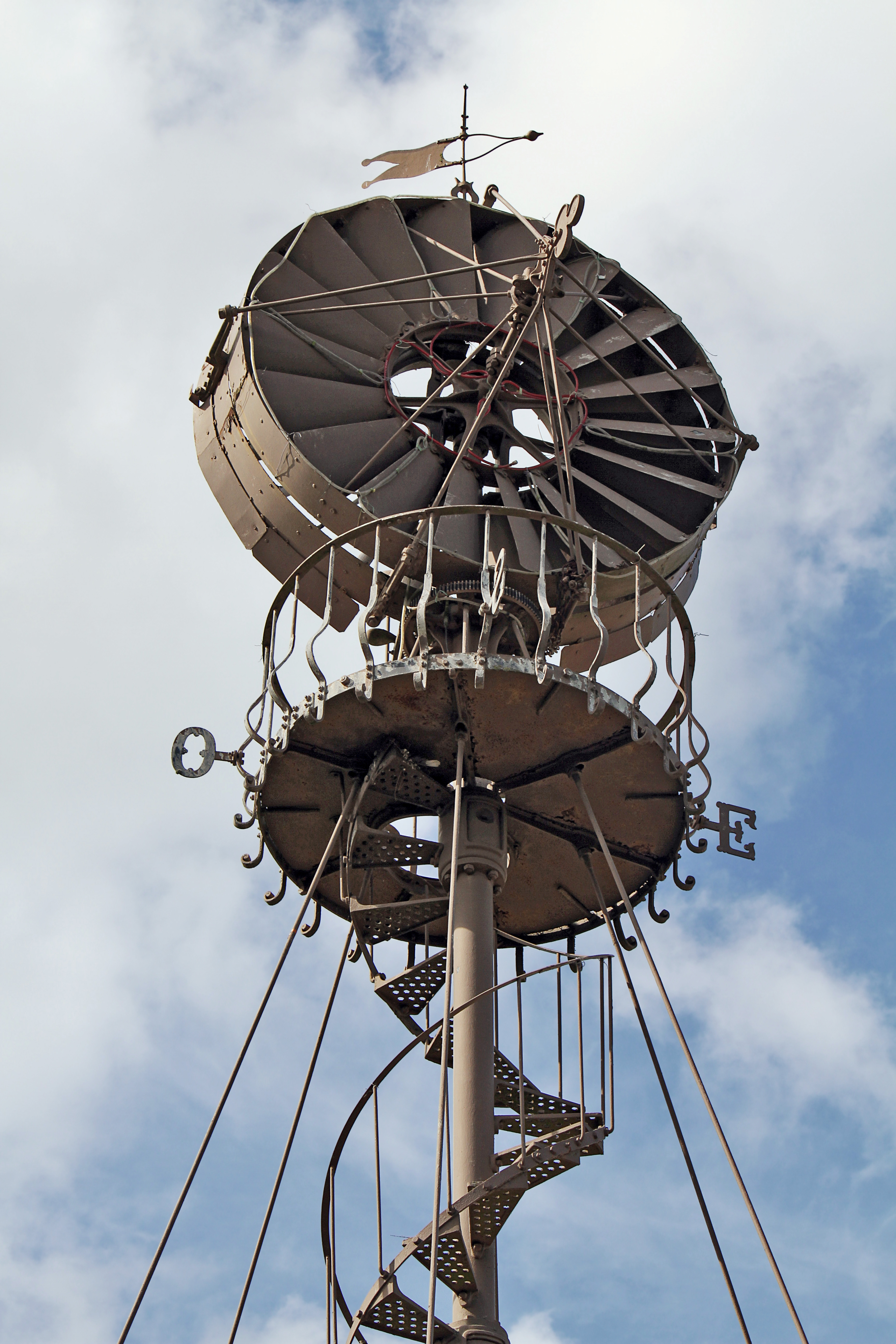
L'aéromoteur entraîne un arbre qui tourne dans le mât.
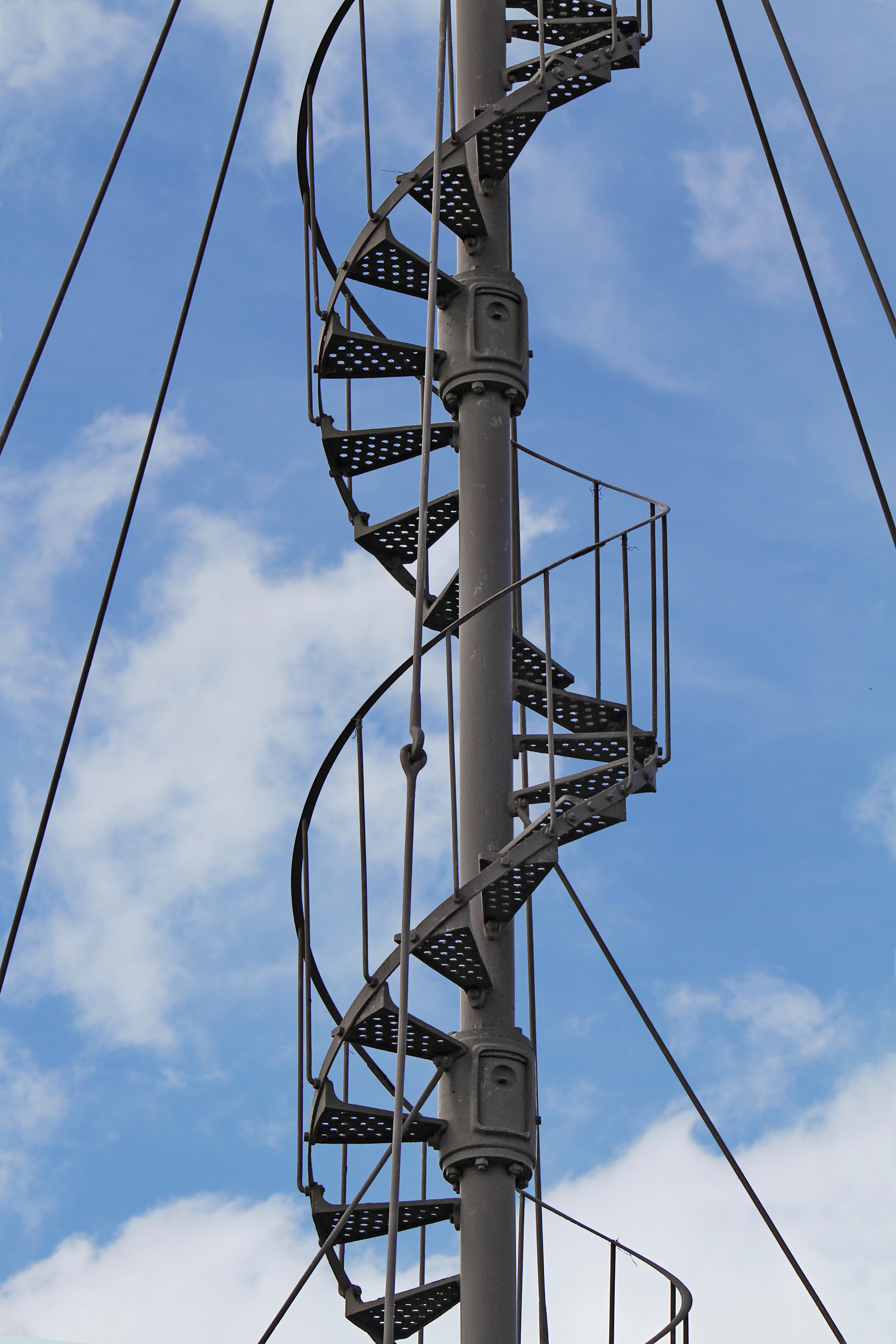
Escalier de maintenance et mât en éléments assemblés.
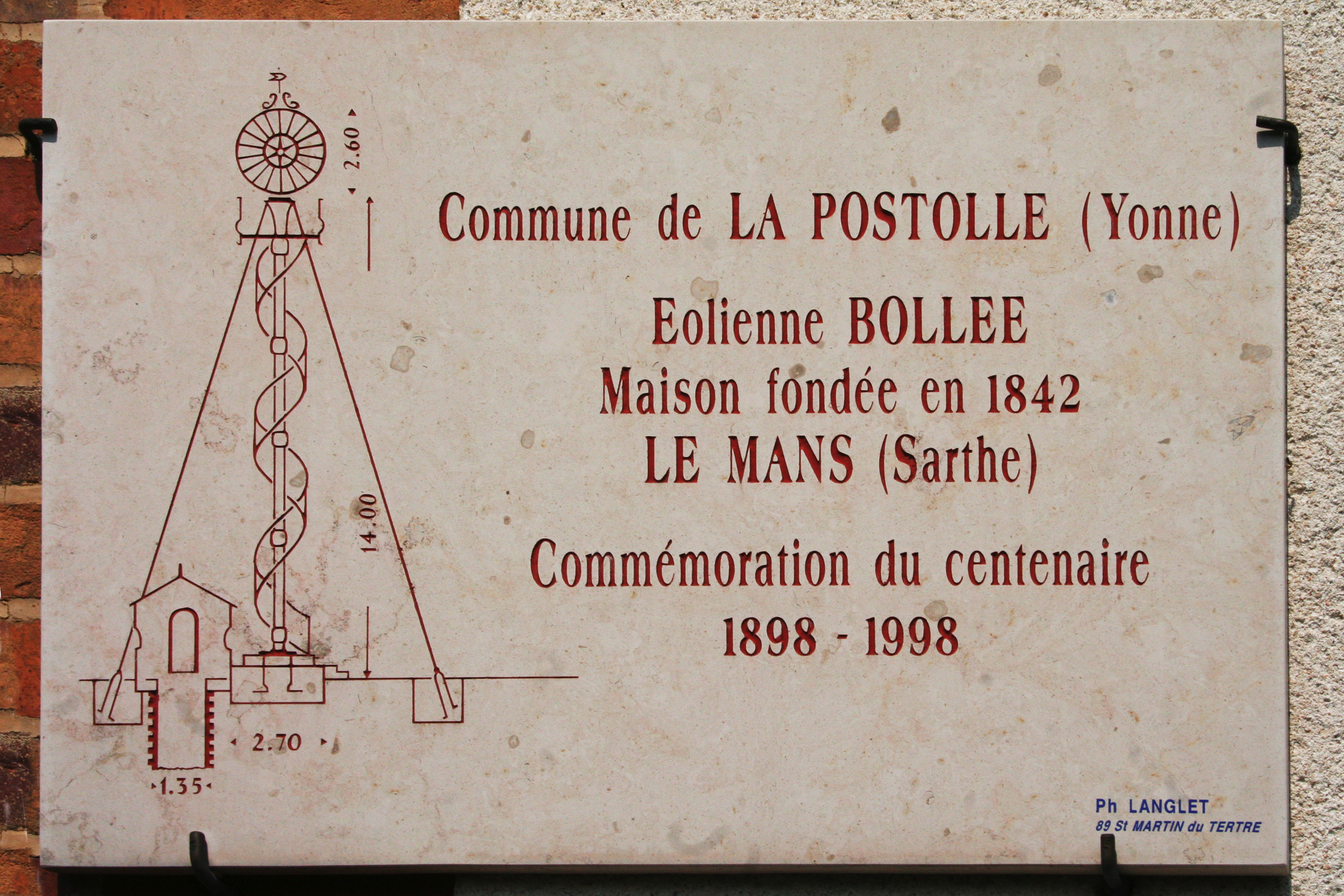
Plaque pour le centenaire de l'éolienne Bollée.

- Habitations troglodytes (dans le bois de Mainbœuf à proximité du GR2). Elles étaient encore utilisées à la fin du XIXe siècle.

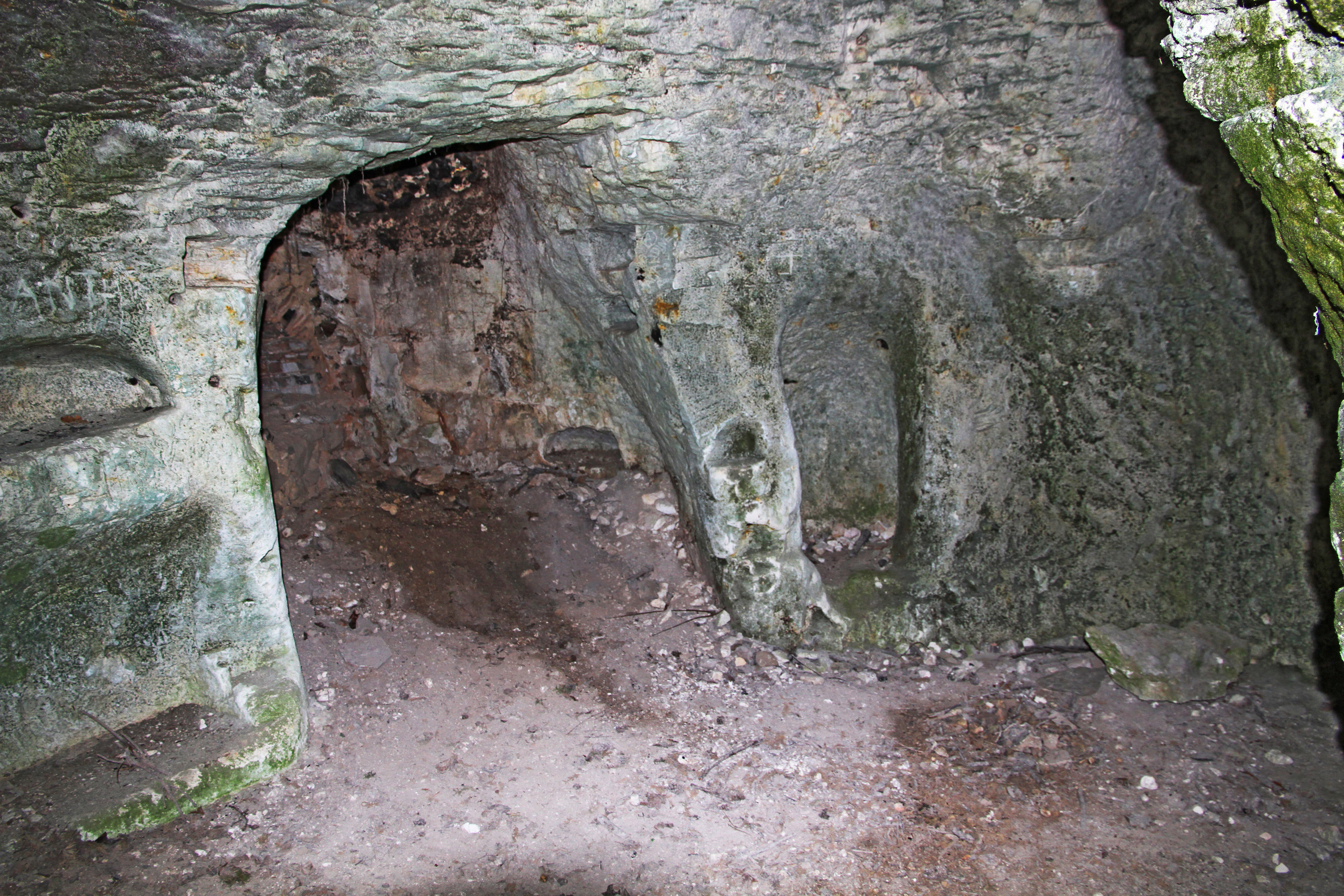
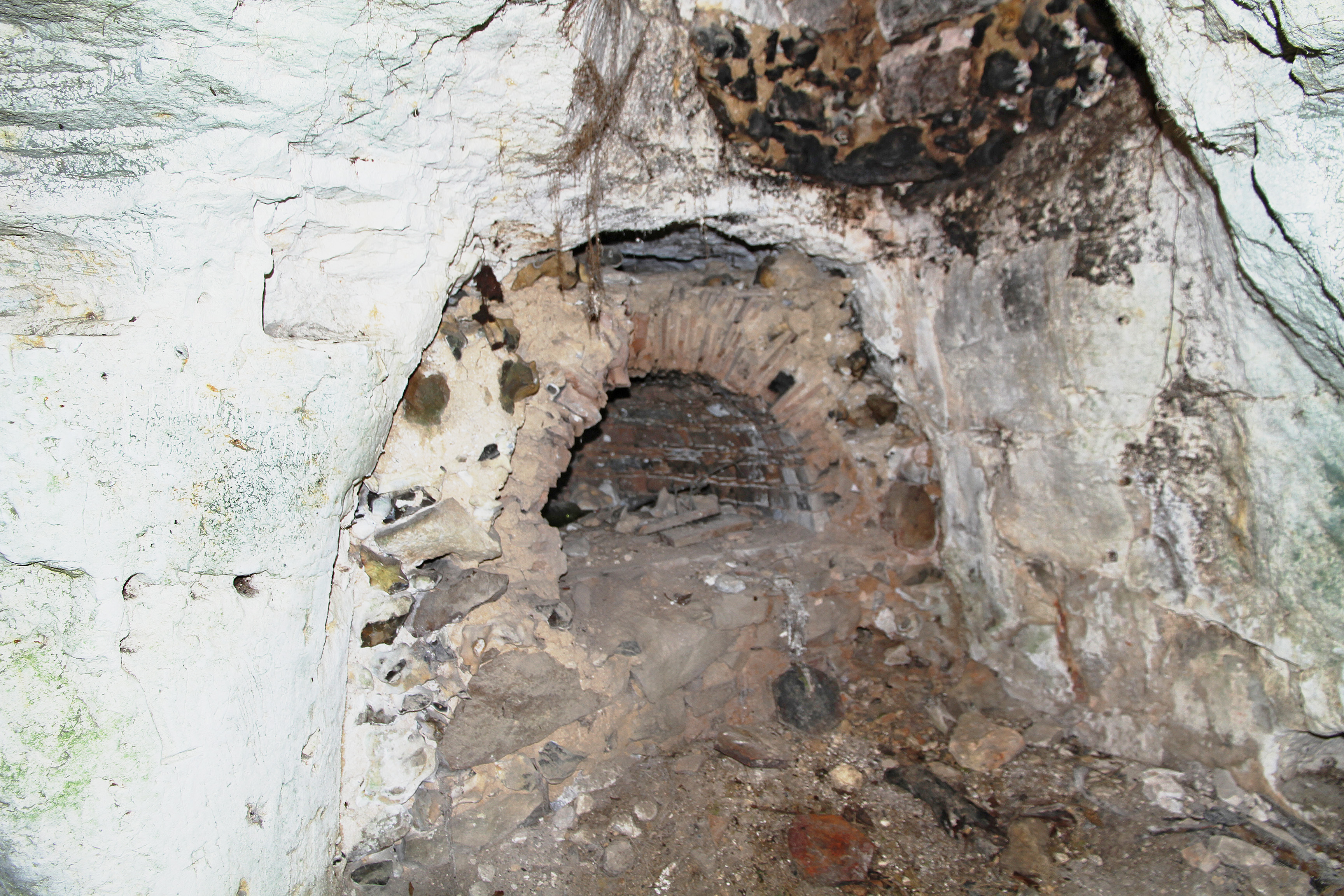
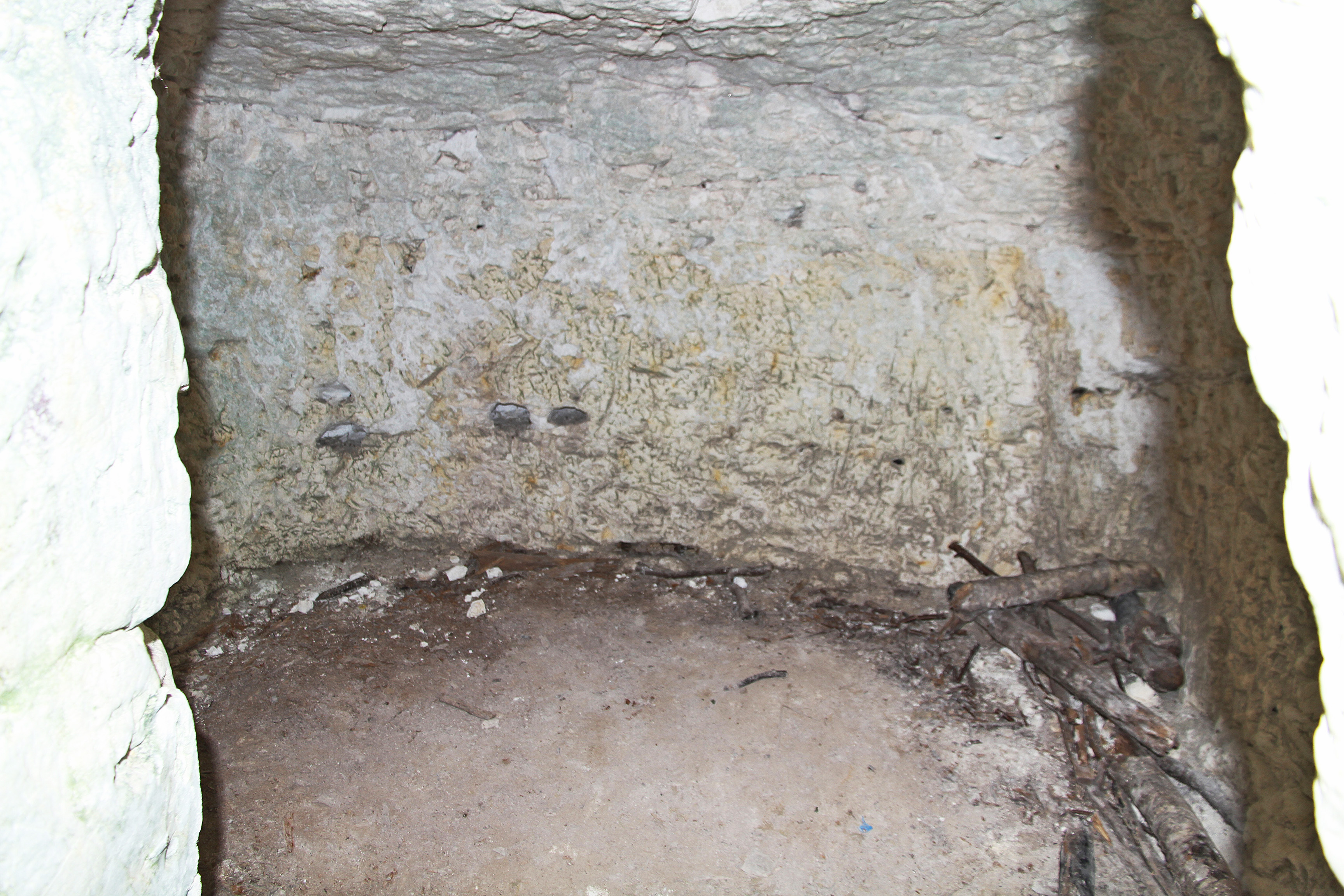

- Ancienne carrière de pierre calcaire (dans le bois de la Vallée-Forgeat en rive de la RD 28).

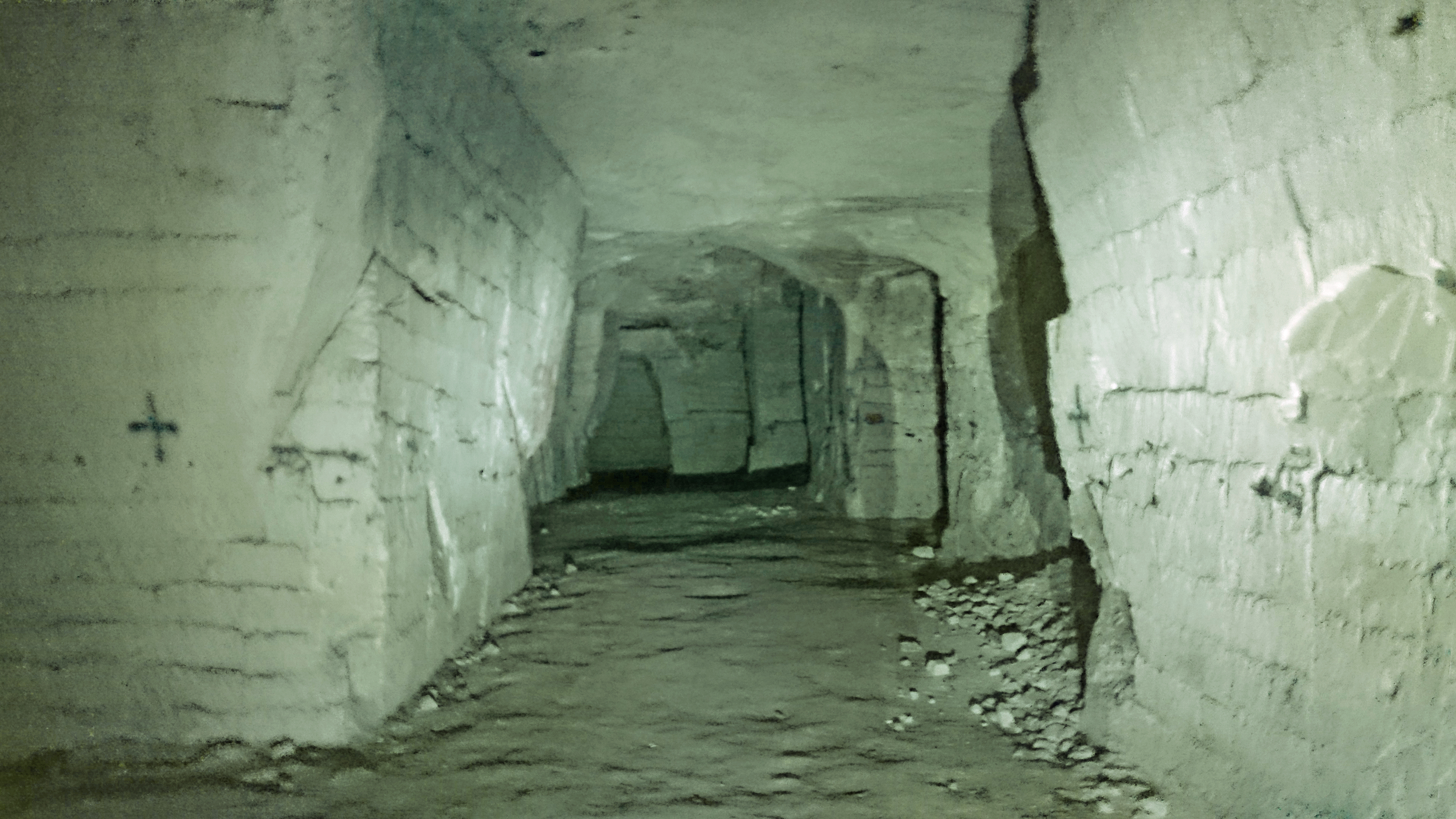
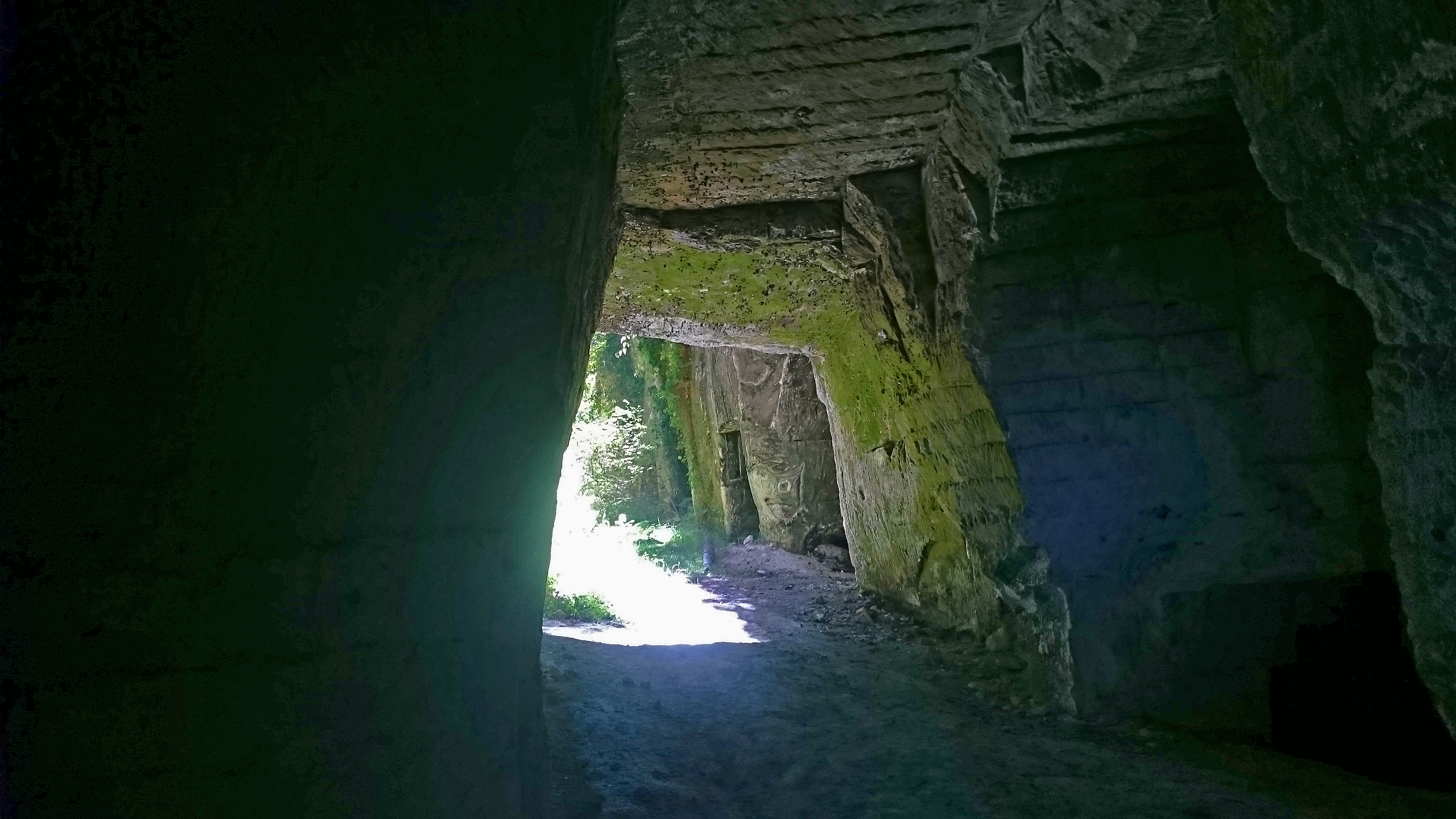
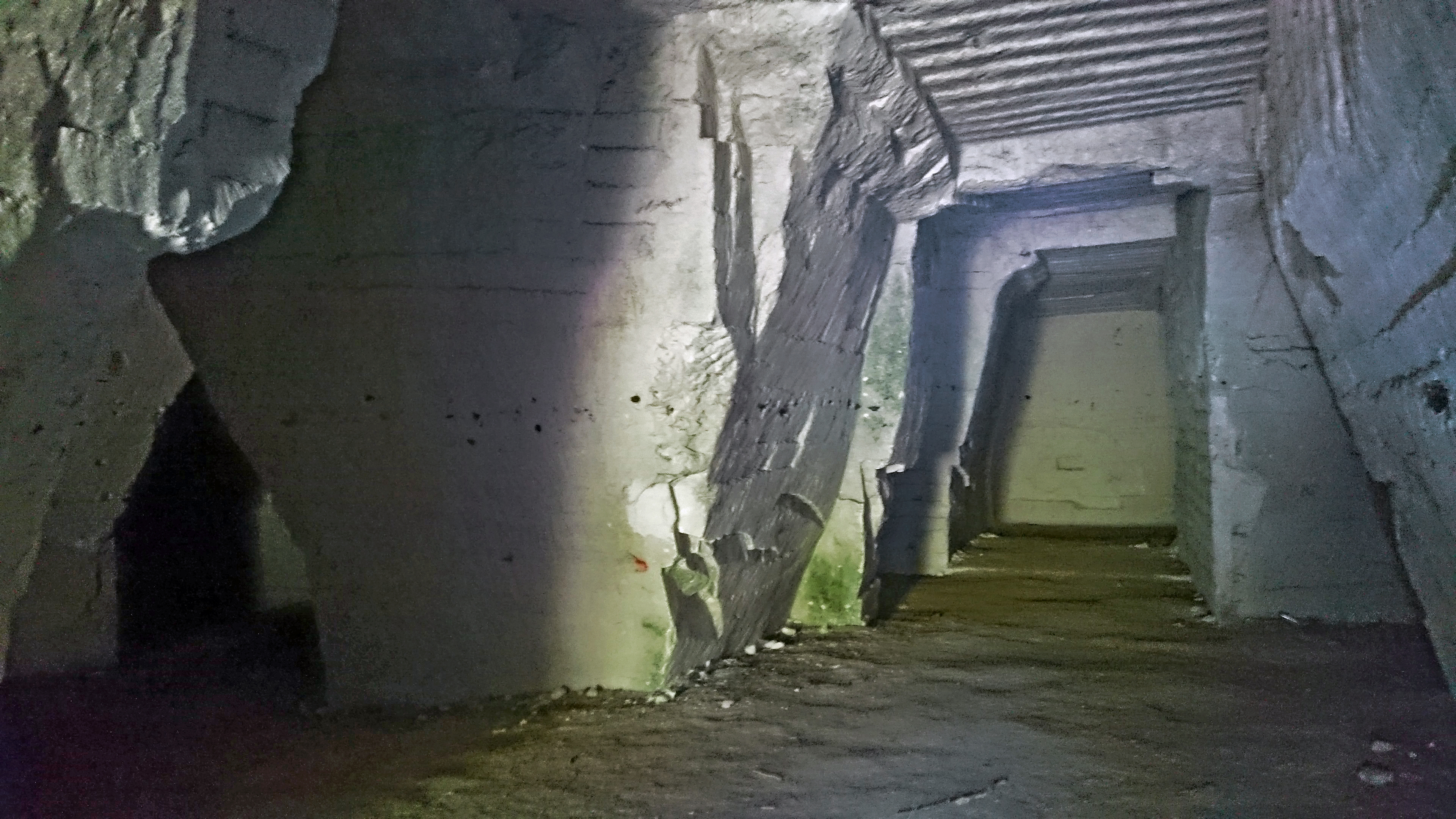

### Personnalités liées à la commune
- Nicolas Lambert de Vermont (1666-1729). Fils et frère du seigneur de Thorigny, il porte le nom du fief qui domine le village. Magistrat au Parlement, il est nommé prévôt des Marchands de Paris, poste qu'il occupe de 1725 à 1729. Célibataire, il récupère par héritage le très célèbre hôtel Lambert de Thorigny à la pointe de l'île Saint-Louis regardant l'Arsenal et la Bastille à Paris. Tuteur de ses neveux, il ne parvient pas à les empêcher de brader leur patrimoine parisien ni leur château de Sucy-en-Brie. Son portrait par Largillierre est aux États-Unis.
- André Despois[29]. Jardiniers, les parents du peintre se sont mariés à La Postolle. Ils poursuivront en se rendant à Foissy au service du marquis de Bérulles. Le peintre Despois s'est illustré sous le Premier Empire et la Restauration[30].
- Géraldine Giraud (1968-2004), actrice, est inhumée dans le cimetière.
- Félicien Lesourd (1878-1934) né à La Postolle dans une famille modeste. Boursier, il devint ingénieur horticole et ingénieur agricole. Il s'intéressa  au journalisme agricole. Il fut nommé collaborateur puis rédacteur en chef de la Gazette du village. Il collabora aussi à la Revue Horticole avant de partir à la Grande Guerre. Blessé grièvement au bras, après le conflit, il devint co-rédacteur en chef avec Henry Martinet de la Revue Horticole. Il a écrit des ouvrages variés tels "Le fraisier", "l'escargot", "la grenouille comestible", "les chrysanthèmes "... Inspiré sans doute par le grand tilleul vénérable Rosny (300 ans à l'époque) de son village natal, il se lança dans le premier recensement des plus gros arbres de France. Il ne vit jamais le terme de ses recherches ni leur publication. Il mourut à Paris en 1934 et fut inhumé à La Postolle. Une place du village porte son nom à proximité du Marronnier de la Victoire planté par les enfants en 1920. La Postolle village des arbres de Mémoire.

## Pour approfondir